# A South Park epizódjainak listája
Ez az oldal a South Park című animációs sorozat epizódjainak listáját tartalmazza, melyet a Comedy Central sugároz. A sorozat előzményei 1992-ig nyúlnak vissza, amikor Trey Parker és Matt Stone a főiskolán elkészítette a The Spirit of Christmas (Jesus vs. Frosty) című animációs rövidfilmet. A sorozat 1997. augusztus 13-án kezdődött el, jelenleg a huszonhatodik évadnál tartunk.
A Comedy Central garantálta, hogy lesz még három évad és a további folytatástól sem zárkózott el. 2019. október 9-én vetítették le a 300. epizódot. A South Park – Nagyobb, hosszabb és vágatlan című egész estés film a harmadik évad során, 1999. június 30-án került a mozikba.
Magyarországon – négy évad erejéig – az HBO sugározta a sorozatot, magyar szinkronnal és eredeti nyelven, magyar felirattal egyaránt. Debütálása 2000. szeptember 2-án volt, minden szombaton egy epizódot sugároztak, majd hétfőn és pénteken feliratosan, szerdán szinkronosan ismételték. 2004. október 4-étől a Cool TV ismét leadta az HBO által szinkronizált, korábban sugárzott epizódokat. 2005. január 27-étől új, szinkronizált részek kerültek adásba a Coolon. 2007. október 1-jétől a magyar MTV is adja az epizódokat, október 6-ától kezdték leadni a 10. évadot szinkronnal, amit a Cool TV is leadott október 26-ától, péntekenként 2 epizóddal. A 11. évad 2008. május 2-ától volt látható szinkronnal az MTV-n. Ezt követően a 12. évadtól a Comedy Central vetítette az újabb részeket.
A lista az epizódok eredeti levetítésének sorrendjét követi, mivel a készítési sorrend nem mindig egyezik meg a vetítés sorrendjével. Így fordulhatott elő például, hogy a 802-es részben utalás történik a 804-es epizódra.
2020. szeptember 30-án érkezett az első 1 órás különkiadás, ami még nem volt a sorozat történetében, a történet pedig a koronavírus-járványra fókuszál.
2021. március 10-én debütált egy újabb különkiadás, amelynek a koronavírus-járvány elleni vakcina volt a fő témája. Ezt 2021. március 15-én kezdte el vetíteni a Comedy Central felirattal, szinkronosan pedig április 10-én debütált a csatornán.

## Évados áttekintés
| Évad | Évad | Epizódok | Eredeti sugárzás     | Eredeti sugárzás   | Magyar sugárzás      | Magyar sugárzás     | Magyar adó                                                                                          |
| Évad | Évad | Epizódok | Évadpremier          | Évadfinálé         | Évadpremier          | Évadfinálé          | Magyar adó                                                                                          |
| ---- | ---- | -------- | -------------------- | ------------------ | -------------------- | ------------------- | --------------------------------------------------------------------------------------------------- |
|      | 1    | 13       | 1997. augusztus 13.  | 1998. február 25.  | 2000. szeptember 2.  | 2000. december 23.  | HBO Magyarország                                                                                    |
|      | 2    | 18       | 1998. április 1.     | 1999. január 20.   | 2000. november 25.   | 2001. június 3.     | HBO Magyarország                                                                                    |
|      | 3    | 17       | 1999. április 7.     | 2000. január 12.   | 2001. szeptember 1.  | 2001. december 15.  | HBO Magyarország (301–308. epizód, 310–317. epizód) Cool TV (309. epizód)                           |
|      | 4    | 17       | 2000. április 5.     | 2000. december 20. | 2002. március 1.     | 2002. június 22.    | HBO Magyarország                                                                                    |
|      | 5    | 14       | 2001. június 20.     | 2001. december 12. | 2005. január 27.     | 2005. február 18.   | Cool TV                                                                                             |
|      | 6    | 17       | 2002. március 6.     | 2002. december 11. | 2005. február 22.    | 2005. március 22.   | Cool TV                                                                                             |
|      | 7    | 15       | 2003. március 19.    | 2003. december 17. | 2005. március 23.    | 2005. április 8.    | Cool TV                                                                                             |
|      | 8    | 14       | 2004. március 17.    | 2004. december 15. | 2005. július 15.     | 2005. július 27.    | Cool TV                                                                                             |
|      | 9    | 14       | 2005. március 9.     | 2005. december 7.  | 2007. augusztus 6.   | 2007. augusztus 23. | Cool TV                                                                                             |
|      | 10   | 14       | 2006. március 22.    | 2006. november 15. | 2007. október 6.     | 2007. december 7.   | MTV Magyarország                                                                                    |
|      | 11   | 14       | 2007. március 7.     | 2007. november 14. | 2008. május 2.       | 2008. augusztus 1.  | MTV Magyarország                                                                                    |
|      | 12   | 14       | 2008. március 12.    | 2008. november 19. | 2009. március 13.    | 2009. június 14.    | Comedy Central Magyarország                                                                         |
|      | 13   | 14       | 2009. március 11.    | 2009. november 18. | 2009. november 20.   | 2010. február 19.   | MTV Magyarország                                                                                    |
|      | 14   | 14       | 2010. március 17.    | 2010. november 17. | 2010. október 5.     | 2011. március 15.   | Comedy Central Magyarország Skyshowtime (24. évad 3-4.rész, 25. évad 7-8.rész, 26. évad 7-8-9.rész) |
|      | 15   | 14       | 2011. április 27.    | 2011. november 16. | 2011. december 13.   | 2012. március 13.   | Comedy Central Magyarország Skyshowtime (24. évad 3-4.rész, 25. évad 7-8.rész, 26. évad 7-8-9.rész) |
|      | 16   | 14       | 2012. március 14.    | 2012. november 7.  | 2012. szeptember 25. | 2013. március 5.    | Comedy Central Magyarország Skyshowtime (24. évad 3-4.rész, 25. évad 7-8.rész, 26. évad 7-8-9.rész) |
|      | 17   | 10       | 2013. szeptember 25. | 2013. december 11. | 2013. december 24.   | 2014. március 4.    | Comedy Central Magyarország Skyshowtime (24. évad 3-4.rész, 25. évad 7-8.rész, 26. évad 7-8-9.rész) |
|      | 18   | 10       | 2014. szeptember 24. | 2014. december 10. | 2015. február 24.    | 2015. április 28.   | Comedy Central Magyarország Skyshowtime (24. évad 3-4.rész, 25. évad 7-8.rész, 26. évad 7-8-9.rész) |
|      | 19   | 10       | 2015. szeptember 16. | 2015. december 9.  | 2015. december 3.    | 2016. március 31.   | Comedy Central Magyarország Skyshowtime (24. évad 3-4.rész, 25. évad 7-8.rész, 26. évad 7-8-9.rész) |
|      | 20   | 10       | 2016. szeptember 14. | 2016. december 7.  | 2016. szeptember 22. | 2016. december 15.  | Comedy Central Magyarország Skyshowtime (24. évad 3-4.rész, 25. évad 7-8.rész, 26. évad 7-8-9.rész) |
|      | 21   | 10       | 2017. szeptember 13. | 2017. december 6.  | 2017. október 12.    | 2017. december 14.  | Comedy Central Magyarország Skyshowtime (24. évad 3-4.rész, 25. évad 7-8.rész, 26. évad 7-8-9.rész) |
|      | 22   | 10       | 2018. szeptember 26. | 2018. december 12. | 2018. október 30.    | 2018. december 28.  | Comedy Central Magyarország Skyshowtime (24. évad 3-4.rész, 25. évad 7-8.rész, 26. évad 7-8-9.rész) |
|      | 23   | 10       | 2019. szeptember 25. | 2019. december 11. | 2020. január 27.     | 2020. január 31.    | Comedy Central Magyarország Skyshowtime (24. évad 3-4.rész, 25. évad 7-8.rész, 26. évad 7-8-9.rész) |
|      | 24   | 4        | 2020. szeptember 30. | 2021. december 16. | 2020. október 5.     | 2024. október 7.    | Comedy Central Magyarország Skyshowtime (24. évad 3-4.rész, 25. évad 7-8.rész, 26. évad 7-8-9.rész) |
|      | 25   | 8        | 2022. február 2.     | 2022. július 13.   | 2022. február 7.     | 2024. október 7.    | Comedy Central Magyarország Skyshowtime (24. évad 3-4.rész, 25. évad 7-8.rész, 26. évad 7-8-9.rész) |
|      | 26   | 9        | 2023. február 8.     | 2024. május 24.    | 2023. február 14.    | 2024. november 1.   | Comedy Central Magyarország Skyshowtime (24. évad 3-4.rész, 25. évad 7-8.rész, 26. évad 7-8-9.rész) |
|      | 27   | 10       | 2025. július 23.     |                    | 2025. július 28.     |                     | Comedy Central Magyarország Skyshowtime (24. évad 3-4.rész, 25. évad 7-8.rész, 26. évad 7-8-9.rész) |

## Korai rövidfilmek (1992, 1995)
| Sor. | Cím                                        | Rendező és író           | Bemutatás dátuma  |
| --- | ------------------------------------------ | ------------------------ | ----------------- |
| 1. | The Spirit of Christmas (Jesus vs. Frosty) | Trey Parker & Matt Stone | 1992. december 8. |
| A fiúk életre keltenek egy hóembert, amelyről azonban kiderül, hogy gonosz. Ezért a csecsemők Jézushoz fordulnak segítségért. |                                            |                          |                   |
| 2. | The Spirit of Christmas (Jesus vs. Santa)  | Trey Parker & Matt Stone | 1995. december 1. |
| Jézus leszáll a mennyből, hogy megküzdjön a Mikulással.                                                                       |                                            |                          |                   |

## Epizódlista

### Első évad (1997–1998)
Az évad idézetei megtalálhatóak IDE kattintva a Wikidézetben
| Sor. | Év. | Cím                                                             | Rendező                  | Író                                      | Premier                                   | Nézettség  | Gyártási szám |
| --- | --- | --------------------------------------------------------------- | ------------------------ | ---------------------------------------- | ----------------------------------------- | ---------- | ------------- |
| 1. | 1.  | Cartman anális beültetése (Cartman Gets an Anal Probe)          | Trey Parker              | Trey Parker & Matt Stone                 | 1997. augusztus 13. 2000. szeptember 2.   | 980 ezer   | 101           |
| Az idegenek elrabolják Kyle öccsét, Ike-ot, Cartman végbelébe pedig beültetnek egy antennát. Ezalatt Stan megpróbál összejönni Wendyvel.                                                                                        |     |                                                                 |                          |                                          |                                           |            |               |
| 2. | 2.  | Testsúly 4000 (Weight Gain 4000)                                | Trey Parker & Matt Stone | Trey Parker & Matt Stone                 | 1997. augusztus 20. 2000. szeptember 9.   |            | 102           |
| Cartman megnyer egy környezetvédelmi pályázatot, de Wendy szerint csalt. Eközben Mr. Garrison megpróbálja meggyilkolni Kathie Lee Giffordot.                                                                                    |     |                                                                 |                          |                                          |                                           |            |               |
| 3. | 3.  | A vulkán (Volcano)                                              | Trey Parker & Matt Stone | Trey Parker & Matt Stone                 | 1997. augusztus 27. 2000. szeptember 16.  | 1,0 millió | 103           |
| A gyerekek vadászni mennek Stan nagybátyjával, Jimboval és annak barátjával, Neddel. Randy Marsh felfedezi, hogy a közeli vulkán ki fog törni.                                                                                  |     |                                                                 |                          |                                          |                                           |            |               |
| 4. | 4.  | Meleg Al meleg vízitúrája (Big Gay Al's Big Gay Boat Ride)      | Trey Parker              | Trey Parker & Matt Stone                 | 1997. szeptember 3. 2000. szeptember 23.  |            | 104           |
| Stan rájön, hogy a kutyája meleg. Ezzel egy időben Jimbo és Ned megpróbál szabotálni egy sportmeccset, melyet a fiúk az Middle Park Általános Iskola ellen vívnak.                                                              |     |                                                                 |                          |                                          |                                           |            |               |
| 5. | 5.  | Szerelem Fáni és Malac között (An Elephant Makes Love to a Pig) | Trey Parker              | Trey Parker & Matt Stone & Dan Sterling  | 1997. szeptember 10. 2000. szeptember 30. |            | 105           |
| A főszereplők megpróbálnak keresztezni egy elefántot és egy malacot. Stant az agresszív nővére, Shelley folyamatosan terrorizálja.                                                                                              |     |                                                                 |                          |                                          |                                           |            |               |
| 6. | 6.  | Halál (Death)                                                   | Matt Stone               | Trey Parker & Matt Stone                 | 1997. szeptember 17. 2000. október 7.     | 1,3 millió | 106           |
| Stant a 102 éves nagyapja, Marvin Marsh arra kéri, hogy segítsen neki öngyilkos lenni. Ezalatt a szülők a Terrance és Phillip című tévéműsor ellen tiltakoznak.                                                                 |     |                                                                 |                          |                                          |                                           |            |               |
| 7. | 7.  | Rózsaszín szem (Pinkeye)                                        | Trey Parker & Matt Stone | Trey Parker & Matt Stone & Philip Stark  | 1997. október 29. 2000. október 14.       | 2,7 millió | 107           |
| Kenny meghal, majd zombivá változik és megfertőzi a várost. A többiek Séf bácsi segítségével próbálják megmenteni South Parkot.                                                                                                 |     |                                                                 |                          |                                          |                                           |            |               |
| 8. | 8.  | Kákabélű (Starvin' Marvin)                                      | Trey Parker              | Trey Parker                              | 1997. november 19. 2000. november 18.     | 2,2 millió | 109           |
| A gyerekek összebarátkoznak egy etióp fiúval, Kákabélűvel, akit Sally Struthers küldött nekik South Parkba. A várost eközben mutáns pulykák özönlik el.                                                                         |     |                                                                 |                          |                                          |                                           |            |               |
| 9. | 9.  | Kula bá, az ünnepi kaki (Mr. Hankey, the Christmas Poo)         | Trey Parker & Matt Stone | Trey Parker                              | 1997. december 17. 2000. december 23.     | 4,5 millió | 110           |
| Kyle be akarja bizonyítani a barátainak, hogy Kula bácsi, egy beszélő ürülék valóban létezik. A felnőttek ezalatt az összes karácsonyi jelképtől megszabadulnak, hogy egyetlen vallási vagy egyéb kisebbséget se sértsenek meg. |     |                                                                 |                          |                                          |                                           |            |               |
| 10. | 10. | Damien (Damien)                                                 | Trey Parker              | Trey Parker & Matt Stone                 | 1998. február 4. 2000. október 21.        | 5,1 millió | 108           |
| Egy új tanulóról, Damienről kiderül, hogy ő valójában a Sátán fia. Ezután Jézus és Sátán szembeszáll egymással, hogy megvívják végső ütközetüket a jó és a rossz között.                                                        |     |                                                                 |                          |                                          |                                           |            |               |
| 11. | 11. | Tom szépségklinikája (Tom's Rhinoplasty)                        | Trey Parker              | Trey Parker                              | 1998. február 11. 2000. október 28.       | 4,1 millió | 111           |
| Mr. Garrison megműtteti az orrát, emiatt otthagyja a tanári állását, hogy modell lehessen. Stan beleszeret a helyettesítő tanárnőbe, emiatt Wendy rendkívül féltékeny lesz.                                                     |     |                                                                 |                          |                                          |                                           |            |               |
| 12. | 12. | Mecha Streisand (Mecha-Streisand)                               | Trey Parker              | Trey Parker & Matt Stone & Phillip Stark | 1998. február 18. 2000. november 4.       | 5,4 millió | 112           |
| A fiúk találnak egy rejtélyes ősi tárgyat, melynek segítségével Barbra Streisand óriási robottá változik és lerombolja South Parkot.                                                                                            |     |                                                                 |                          |                                          |                                           |            |               |
| 13. | 13. | Cartman mama piszkos múltja (Cartman's Mom Is a Dirty Slut)     | Trey Parker              | Trey Parker & David R. Goodman           | 1998. február 25. 2000. november 11.      | 6,4 millió | 113           |
| Cartman megpróbálja kideríteni, hogy ki valójában az apja, de ez nem is olyan könnyű… |     |                                                                 |                          |                                          |                                           |            |               |

### Második évad (1998–1999)
Az évad idézetei megtalálhatóak IDE kattintva a Wikidézetben
| Sor. | Év. | Cím                                                                               | Rendező     | Író                                          | Premier                                | Gyártási szám |
| ---- | --- | --------------------------------------------------------------------------------- | ----------- | -------------------------------------------- | -------------------------------------- | ------------- |
| 14.  | 1.  | Terrance & Phillip: Lukam nélkül soha (Terrance & Phillip in Not Without My Anus) | Trey Parker | Trey Parker és Trisha Nixon                  | 1998. április 1. 2000. november 25.    | 201           |
| 15.  | 2.  | Cartman mama újabb sötét titka (Cartman's Mom Is Still a Dirty Slut)              | Trey Parker | Trey Parker és David Goodman                 | 1998. április 22. 2000. december 2.    | 202           |
| 16.  | 3.  | Ike körülmetélése (Ike’s Wee Wee)                                                 | Trey Parker | Trey Parker                                  | 1998. május 20. 2000. december 16.     | 204           |
| 17.  | 4.  | A csirkebaszó (Chickenlover)                                                      | Trey Parker | Trey Parker, Matt Stone és David Goodman     | 1998. május 27. 2000. december 9.      | 203           |
| 18.  | 5.  | A töppedt ikerszarkómás ápolónő (Conjoined Fetus Lady)                            | Trey Parker | Trey Parker, Matt Stone és David Goodman     | 1998. június 3. 2001. március 3.       | 205           |
| 19.  | 6.  | A dél-Srí Lanka-i mexikóma béka (The Mexican Staring Frog of Southern Sri Lanka)  | Trey Parker | Trey Parker és Matt Stone                    | 1998. június 10. 2001. március 10.     | 206           |
| 20.  | 7.  | Vackor néni busza (City on the Edge of Forever / Flashbacks)                      | Trey Parker | Trey Parker és Nancy M. Pimental             | 1998. június 17. 2001. március 17.     | 207           |
| 21.  | 8.  | A nyár egy szívás (Summer Sucks)                                                  | Trey Parker | Trey Parker és Nancy M. Pimental             | 1998. június 24. 2001. március 24.     | 208           |
| 22.  | 9.  | Séf bácsi sózott csokigolyói (Chef's Chocolate Salty Balls)                       | Trey Parker | Trey Parker, Matt Stone és Nancy M. Pimental | 1998. augusztus 19. 2001. március 31.  | 209           |
| 23.  | 10. | A bárányhimlő (Chickenpox)                                                        | Trey Parker | Trey Parker, Matt Stone és Trisha Nixon      | 1998. augusztus 26. 2001. április 7.   | 210           |
| 24.  | 11. | A PlaneÁrium (Roger Ebert Should Lay Off the Fatty Foods)                         | Trey Parker | Trey Parker és David Goodman                 | 1998. szeptember 2. 2001. április 14.  | 211           |
| 25.  | 12. | A klubház (Clubhouses)                                                            | Trey Parker | Trey Parker és Nancy M. Pimental             | 1998. szeptember 23. 2001. április 21. | 212           |
| 26.  | 13. | Tehén napok (Cow Days)                                                            | Trey Parker | Trey Parker és David Goodman                 | 1998. szeptember 30. 2001. április 28. | 213           |
| 27.  | 14. | Séf-segély (Chef Aid)                                                             | Trey Parker | Trey Parker és Matt Stone                    | 1998. október 7. 2001. május 5.        | 214           |
| 28.  | 15. | A kísértethal (Spookyfish)                                                        | Trey Parker | Trey Parker                                  | 1998. október 28. 2001. május 12.      | 215           |
| 29.  | 16. | Boldog karácsonyt, Charlie Manson! (Merry Christmas, Charlie Manson!)             | Eric Stough | Trey Parker és Nancy M. Pimental             | 1998. december 9. 2001. május 19.      | 216           |
| 30.  | 17. | Alsónadrág-gnómok (Gnomes)                                                        | Trey Parker | Trey Parker, Pam Brady és Matt Stone         | 1998. december 16. 2001. május 26.     | 217           |
| 31.  | 18. | Őskori jégember (Prehistoric Ice Man)                                             | Eric Stough | Trey Parker és Nancy M. Pimental             | 1999. január 20. 2001. június 3.       | 218           |

### Harmadik évad (1999–2000)
Az évad idézetei megtalálhatóak IDE kattintva a Wikidézetben
| Sor. | Év. | Cím                                                                         | Rendező                    | Író                                       | Premier                                | Gyártási szám |
| ---- | --- | --------------------------------------------------------------------------- | -------------------------- | ----------------------------------------- | -------------------------------------- | ------------- |
| 32.  | 1.  | Az őserdőben (Rainforest Schmainforest)                                     | Trey Parker és Eric Stough | Trey Parker és Matt Stone                 | 1999. április 7. 2001. szeptember 1.   | 301           |
| 33.  | 2.  | Öngyulladás (Spontaneous Combustion)                                        | Matt Stone                 | Trey Parker, Matt Stone és David Goodman  | 1999. április 14. 2001. szeptember 8.  | 302           |
| 34.  | 3.  | A Szivola (The Succubus)                                                    | Trey Parker                | Trey Parker                               | 1999. április 21. 2001. szeptember 15. | 303           |
| 35.  | 4.  | Beszauruszok (Jakovasaurs)                                                  | Matt Stone                 | Trey Parker, Matt Stone és David Goodman  | 1999. június 16. 2001. szeptember 29.  | 305           |
| 36.  | 5.  | Tweek vs. Craig (Tweek vs. Craig)                                           | Trey Parker                | Trey Parker                               | 1999. június 23. 2001. szeptember 22.  | 304           |
| 37.  | 6.  | Szexuális Zaklatás Panda (Sexual Harassment Panda)                          | Eric Stough                | Trey Parker                               | 1999. július 7. 2001. október 6.       | 306           |
| 38.  | 7.  | Macskaorgia (Cat Orgy)                                                      | Trey Parker                | Trey Parker                               | 1999. július 14. 2001. október 13.     | 307           |
| 39.  | 8.  | Csupaszon egy forró kádban (Two Guys Naked in a Hot Tub)                    | Trey Parker                | Trey Parker, Matt Stone és David Goodman  | 1999. július 21. 2001. október 20.     | 308           |
| 40.  | 9.  | A vallás rabjai (Jewbilee)                                                  | Trey Parker                | Trey Parker                               | 1999. július 28. 2005. december 2.     | 309           |
| 41.  | 10. | A kalóz-kísértet rejtélye (Korn's Groovy Pirate Ghost Mystery)              | Trey Parker                | Trey Parker                               | 1999. október 27. 2001. november 10.   | 312           |
| 42.  | 11. | Chinpokomon (Chinpokomon)                                                   | Trey Parker és Eric Stough | Trey Parker                               | 1999. november 3. 2001. október 27.    | 310           |
| 43.  | 12. | Ritmikus csimpifon (Hooked on Monkey Phonics)                               | Trey Parker                | Trey Parker                               | 1999. november 10. 2001. november 17.  | 313           |
| 44.  | 13. | Kákabélű az űrben (Starvin' Marvin in Space)                                | Trey Parker                | Trey Parker, Matt Stone és Kyle McCulloch | 1999. november 17. 2001. november 3.   | 311           |
| 45.  | 14. | Észak és Dél (The Red Badge of Gayness)                                     | Trey Parker                | Trey Parker                               | 1999. november 24. 2001. november 24.  | 314           |
| 46.  | 15. | Kula bá ünnepi klasszikusai (Mr. Hankey's Christmas Classics)               | Trey Parker                | Trey Parker                               | 1999. december 1. 2001. december 1.    | 315           |
| 47.  | 16. | Odafent vagy, Uram? Én vagyok az, Jézus (Are You There God? It's Me, Jesus) | Eric Stough                | Trey Parker                               | 1999. december 29. 2001. december 8.   | 316           |
| 48.  | 17. | A világraszóló koncert (World Wide Recorder Concert)                        | Eric Stough                | Trey Parker                               | 2000. január 12. 2001. december 15.    | 317           |

### Negyedik évad (2000)
Az évad idézetei megtalálhatóak IDE kattintva a Wikidézetben
| Sor. | Év. | Cím                                                                          | Rendező                   | Író                                          | Premier                              | Gyártási szám |
| --- | --- | ---------------------------------------------------------------------------- | ------------------------- | -------------------------------------------- | ------------------------------------ | ------------- |
| 49. | 1.  | A fogtündér (The Tooth Fairy's Tats 2000)                                    | Trey Parker               | Trey Parker & Matt Stone & Nancy M. Pimental | 2000. április 5. 2002. március 8.    | 402           |
| A fiúk azt tervezik, hogy egy fogtündéres terv segítségével gazdagodnak meg, de ezzel felkeltik egy kiskorú mafiózó figyelmét, aki hasonló bizniszben utazik. Miután szüleitől megtudja az igazságot a Fogtündérről, Kyle megkérdőjelezi saját létezését. |     |                                                                              |                           |                                              |                                      |               |
| 50. | 2.  | Cartman súlyos bűne (Cartman's Silly Hate Crime 2000)                        | Trey Parker & Eric Stough | Trey Parker                                  | 2000. április 12. 2002. március 1.   | 401           |
| Cartman egy kővel megdobja Tokent, ezért gyűlölet-bűncselekmény miatt a fiatalkorúak börtönébe kerül. |     |                                                                              |                           |                                              |                                      |               |
| 51. | 3.  | Timmy (Timmy 2000)                                                           | Trey Parker               | Trey Parker                                  | 2000. április 19. 2002. március 22.  | 404           |
| A városban tévedésből minden gyereket figyelemhiányosnak diagnosztizálnak, beleértve az új tanulót, Timmyt, aki értelmi fogyatékos. Timmy énekesként csatlakozik Skyler rockbandájához, de Phil Collins ezt nem nézi jó szemmel…                          |     |                                                                              |                           |                                              |                                      |               |
| 52. | 4.  | Ötösikrek (Quintuplets 2000)                                                 | Trey Parker               | Trey Parker                                  | 2000. április 26. 2002. március 15.  | 403           |
| Stan családja befogad egy nagymamát és annak unokáit, akik ötösikrek és a román kormány elől menekülnek. |     |                                                                              |                           |                                              |                                      |               |
| 53. | 5.  | Cartman a NAMBLA tagja (Cartman Joins NAMBLA)                                | Eric Stough               | Trey Parker                                  | 2000. június 21. 2002. április 6.    | 406           |
| Cartman érettebb barátokat keres, emiatt a NAMBLA nevű pedofil szervezetben köt ki. Kenny meg akarja akadályozni, hogy szülei újabb gyereket vállaljanak.                                                                                                 |     |                                                                              |                           |                                              |                                      |               |
| 54. | 6.  | Cherokee hajtamponok (Cherokee Hair Tampons)                                 | Trey Parker               | Trey Parker                                  | 2000. június 28. 2002. április 13.   | 407           |
| Az előző epizód folytatása. Kyle súlyos beteg és Cartman veséjére lenne szüksége. Ezalatt a városban mindenki a természetgyógyászat elvakult híve lesz, Mr. Garrison pedig romantikus regényt kezd írni.                                                  |     |                                                                              |                           |                                              |                                      |               |
| 55. | 7.  | Séf tévedése (Chef Goes Nanners)                                             | Trey Parker & Eric Stough | Trey Parker                                  | 2000. július 5. 2002. április 20.    | 408           |
| Séf bácsi tiltakozásba kezd a South Park-i zászló ellen, mert szerinte az rasszista, mialatt Wendy elborzadva tapasztalja, hogy beleszeretett Cartmanbe.                                                                                                  |     |                                                                              |                           |                                              |                                      |               |
| 56. | 8.  | Valami, amit az ujjaddal csinálhatsz (Something You Can Do with Your Finger) | Trey Parker               | Trey Parker                                  | 2000. július 12. 2002. április 27.   | 409           |
| A gyerekek Cartman tanácsára fiúbandát alapítanak, hogy keressenek 10 millió dollárt. Randy Marsh valamiért nagyon nem tetszik az ötlet… |     |                                                                              |                           |                                              |                                      |               |
| 57. | 9.  | Ki jut elsőként a Pokolba (Do the Handicapped Go to Hell?)                   | Trey Parker               | Trey Parker                                  | 2000. július 19. 2002. május 4.      | 410           |
| A gyerekek megpróbálnak rájönni, vajon a zsidók és az értelmi fogyatékosok a mennybe kerülnek-e. Szaddám Huszein visszatér a pokolba, hogy felújítsa kapcsolatát Sátánnal.                                                                                |     |                                                                              |                           |                                              |                                      |               |
| 58. | 10. | Cartman hitgyűlése (Probably)                                                | Trey Parker               | Trey Parker                                  | 2000. július 26. 2002. május 11.     | 411           |
| Az előző epizód folytatása. Cartmanék a szüleik tiltakozása ellenére saját egyházat alapítanak, míg Sátánnak választania kell két szeretője, Chris és Szaddám közt, ezért kilátástalan helyzetében tanácsot kér egy régi ismerősétől…                     |     |                                                                              |                           |                                              |                                      |               |
| 59. | 11. | A negyedik osztályban (4th Grade)                                            | Trey Parker               | Trey Parker                                  | 2000. november 8. 2002. május 18.    | 412           |
| A gyerekek negyedik osztályba lépnek, de hiányzik nekik a régi életük, ezért időgépet építenek. Az új tanár, Ms. Choksondik nem bír a fegyelmezetlen diákokkal, így az immár remeteként élő Mr. Garrisonhoz fordul segítségért.                           |     |                                                                              |                           |                                              |                                      |               |
| 60. | 12. | Irattartó (Trapper Keeper)                                                   | Trey Parker               | Trey Parker                                  | 2000. november 15. 2002. május 25.   | 413           |
| Az előző epizód folytatása. Egy férfi a 2034-os évből Cartman irattartóját követeli, amely állítása szerint nemsokára világuralomra tör. Az óvodások (akiket Mr. Garrison tanít) osztályelnök-választást tartanak, melyen Ike is elindul.                 |     |                                                                              |                           |                                              |                                      |               |
| 61. | 13. | Hálaadás-nap (Helen Keller! The Musical)                                     | Trey Parker               | Trey Parker                                  | 2000. november 22. 2002. június 1.   | 414           |
| A South Park-i tanulók egy Helen Keller történetét bemutató színpadi előadásra készülnek, ahol mindenképpen túl akarják szárnyalni az óvodások műsorát. Timmy új háziállatot talál magának…                                                               |     |                                                                              |                           |                                              |                                      |               |
| 62. | 14. | Pip (Pip)                                                                    | Eric Stough               | Trey Parker                                  | 2000. november 29. 2002. március 29. | 405           |
| Ebben az epizódban Charles Dickens „Szép remények” című művének feldolgozása látható, Pip főszereplésével, Malcolm McDowell elbeszélésében. |     |                                                                              |                           |                                              |                                      |               |
| 63. | 15. | Dagitábor (Fat Camp)                                                         | Trey Parker               | Trey Parker                                  | 2000. december 6. 2002. június 8.    | 415           |
| Cartmant fogyókúrás táborba küldik, miközben Kenny a tévében gusztustalan mutatványokat ad elő pénzért. |     |                                                                              |                           |                                              |                                      |               |
| 64. | 16. | Molesztálás (The Wacky Molestation Adventure)                                | Trey Parker               | Trey Parker                                  | 2000. december 13. 2002. június 15.  | 416           |
| Az összes South Park-i felnőtt börtönbe kerül, miután a gyerekek bosszúból „moleszterálás”-sal vádolják meg őket. |     |                                                                              |                           |                                              |                                      |               |
| 65. | 17. | A karácsony szelleme (A Very Crappy Christmas)                               | Adrien Beard              | Trey Parker                                  | 2000. december 20. 2002. június 22.  | 417           |
| Kula bácsi túl elfoglalt a karácsonyi ünnepléshez, ezért a fiúk saját rajzfilmet készítenek. |     |                                                                              |                           |                                              |                                      |               |

### Ötödik évad (2001)
Az évad idézetei megtalálhatóak IDE kattintva a 'Wikidézetben
| Sor. | Év. | Cím                                                                         | Rendező     | Író         | Premier                              | Gyártási szám |
| --- | --- | --------------------------------------------------------------------------- | ----------- | ----------- | ------------------------------------ | ------------- |
| 66. | 1.  | A szarral nem szabad szarozni (It Hits the Fan)                             | Trey Parker | Trey Parker | 2001. június 20. 2005. január 28.    | 502           |
| Egy tévéműsor miatt a „szar” szó használata rendkívül népszerű lesz a városban, ugyanakkor emiatt egyre többen halnak meg pestisben.                                                                                   |     |                                                                             |             |             |                                      |               |
| 67. | 2.  | Gyépé csata (Cripple Fight)                                                 | Trey Parker | Trey Parker | 2001. június 27. 2005. február 1.    | 503           |
| Meleg Alt mássága miatt kirúgják a cserkészektől. Közben egy új mozgássérült fiú, Jimmy érkezik a városba és hamar szembekerül Timmyvel.                                                                               |     |                                                                             |             |             |                                      |               |
| 68. | 3.  | Csúcsszuper barátok – Istenségek (Super Best Friends)                       | Trey Parker | Trey Parker | 2001. július 4. 2005. február 2.     | 504           |
| David Blaine szektájába egyre több gyerek lép be South Parkban, ezért Stan Jézustól és annak szuperhős barátaitől kér segítséget.                                                                                      |     |                                                                             |             |             |                                      |               |
| 69. | 4.  | Scott Tenormannak meg kell halnia (Scott Tenorman Must Die)                 | Eric Stough | Trey Parker | 2001. július 11. 2005. január 27.    | 501           |
| Cartman megpróbál visszavágni Scott Tenormannek, egy idősebb gyereknek, aki azonban folyamatosan túljár az eszén. |     |                                                                             |             |             |                                      |               |
| 70. | 5.  | Terrance és Phillip fingik egymásra (Terrance and Phillip: Behind the Blow) | Trey Parker | Trey Parker | 2001. július 18. 2005. február 3.    | 505           |
| A gyerekek ki akarják békíteni egymással Terrance-t és Phillipet, hogy a Föld Napja alkalmából felléphessenek egy koncerten.                                                                                           |     |                                                                             |             |             |                                      |               |
| 71. | 6.  | Cartmanland – Cartman saját vidámparkja (Cartmanland)                       | Trey Parker | Trey Parker | 2001. július 25. 2005. február 4.    | 506           |
| Cartman örököl egymillió dollárt és egy vidámparkot vesz belőle, emiatt Kyle kezdi elveszíteni hitét Istenben. |     |                                                                             |             |             |                                      |               |
| 72. | 7.  | Szexuális felvilágosítás óra (Proper Condom Use)                            | Trey Parker | Trey Parker | 2001. augusztus 1. 2005. február 8.  | 507           |
| Az iskolában egyre fiatalabb korban világosítják fel a gyerekeket, de a tanárok alkalmatlansága miatt hamarosan kitör köztük a nemek harca.                                                                            |     |                                                                             |             |             |                                      |               |
| 73. | 8.  | Törcsi – Törülke (Towelie)                                                  | Trey Parker | Trey Parker | 2001. augusztus 8. 2005. február 9.  | 508           |
| Hogy visszakapják a Okama Játékgömbjukat, a fiúknak át kell adniuk Törcsit, a laboratóriumban kifejlesztett intelligens törülközőt a kormánynak.                                                                       |     |                                                                             |             |             |                                      |               |
| 74. | 9.  | Osama bin Laden jól megkapja (Osama Bin Laden Has Farty Pants)              | Trey Parker | Trey Parker | 2001. november 7. 2005. február 10.  | 509           |
| A fiúk Afganisztánba utaznak, hogy egy ajándékba kapott kecskét visszavigyenek a gazdáinak. Eközben Cartman szembeszáll Oszáma bin Ládennel.                                                                           |     |                                                                             |             |             |                                      |               |
| 75. | 10. | Ha a segged van a fejed helyén (How to Eat with Your Butt)                  | Trey Parker | Trey Parker | 2001. november 14. 2005. február 11. | 510           |
| Cartman viccből ráteszi Kenny hátsójának képét egy tejesdobozra, emiatt egy születési rendellenességben szenvedő házaspár azt hiszi, megtalálták régen elveszett fiukat.                                               |     |                                                                             |             |             |                                      |               |
| 76. | 11. | AZ, a csodálatos jármű (The Entity)                                         | Trey Parker | Trey Parker | 2001. november 21. 2005. február 15. | 511           |
| Kyle idegesítő unokatestvére (akit szintén Kyle-nak hívnak) egy időre Broflovskiékhoz költözik. Mr. Garrison a repülőterek lassúsága miatti dühében feltalál egy új járművet, amely igen csak rendhagyó módon működik… |     |                                                                             |             |             |                                      |               |
| 77. | 12. | Itt jönnek a szomszédok (Here Comes the Neighborhood)                       | Eric Stough | Trey Parker | 2001. november 28. 2005. február 16. | 512           |
| Token megunja, hogy a többiek a pénze miatt folyamatosan kigúnyolják, ezért nála is gazdagabb fekete családokat hív South Parkba.                                                                                      |     |                                                                             |             |             |                                      |               |
| 78. | 13. | Kenny meghal (Kenny Dies)                                                   | Trey Parker | Trey Parker | 2001. december 5. 2005. február 17.  | 513           |
| Kenny gyógyíthatatlan betegségben szenved, és csak az őssejtkutatás menthetné meg az életét. |     |                                                                             |             |             |                                      |               |
| 79. | 14. | Butters Nagyon Saját Epizódja (Butters' Very Own Episode)                   | Eric Stough | Trey Parker | 2001. december 12. 2005. február 18. | 514           |
| Az epizódban, melyben rendhagyó módon Butters Stotch a főszereplő, sötét titkok kerülnek napvilágra a Stotch családban…                                                                                                |     |                                                                             |             |             |                                      |               |

### Hatodik évad (2002)
Az évad idézetei megtalálhatóak IDE kattintva a Wikidézetben
| Sor. | Év. | Cím | Rendező                   | Író         | Premier                              | Gyártási szám |
| --- | --- | --- | ------------------------- | ----------- | ------------------------------------ | ------------- |
| 80. | 1.  | Jared HÍV-e (Jared Has Aides)                                                                                                | Trey Parker               | Trey Parker | 2002. március 6. 2005. február 23.   | 602           |
| Jared Fogle beszédet tart South Parkban a fogyókúráról és az egészséges életmódról, de bejelenti, hogy a „híve” miatt fogyott le (amit a lakosok tévesen HIV-nek értelmeznek), ezzel kivívja a városiak haragját.                                                                                |     | |                           |             |                                      |               |
| 81. | 2.  | South Park-i sítúra (Asspen)                                                                                                 | Trey Parker               | Trey Parker | 2002. március 13. 2005. február 24.  | 603           |
| A fiúk a szüleikkel együtt síelni mennek a coloradói Aspenbe, ahol egy helyi vagány síversenyre hívja ki Stant. |     | |                           |             |                                      |               |
| 82. | 3.  | Torzszülöttek sztrájkja (Freak Strike)                                                                                       | Trey Parker               | Trey Parker | 2002. március 20. 2005. február 22.  | 601           |
| A gyerekek elmaszkírozzák Butterst, hogy az születési rendellenességben szenvedőként részt vehessen a Maury Povich Show-ban és díjat szerezzen nekik. |     | |                           |             |                                      |               |
| 83. | 4.  | Borjúmentési akció (Fun with Veal)                                                                                           | Trey Parker               | Trey Parker | 2002. március 27. 2005. március 1.   | 605           |
| Miután egy farm meglátogatása során megtudják az igazságot a borjúhús eredetéről, a főszereplők újszülött borjakat próbálnak megmenteni a levágástól. |     | |                           |             |                                      |               |
| 84. | 5.  | Az új Terrance és Phillip filmelőzetes (The New Terrance and Phillip Movie Trailer)                                          | Trey Parker               | Trey Parker | 2002. április 3. 2005. február 25.   | 604           |
| A gyerekek az új Terrance és Phillip film előzetesét várják, de előtte végig kell nézniük Russell Crowe unalmas műsorát. |     | |                           |             |                                      |               |
| 85. | 6.  | Káosz Professzor (Professor Chaos)                                                                                           | Trey Parker               | Trey Parker | 2002. április 10. 2005. március 2.   | 606           |
| Cartmanék kirúgják Butterst a csapatból és új tagot keresnek. Butters csalódottságában és dühében létrehozza gonosz alteregóját, Káosz Professzort. |     | |                           |             |                                      |               |
| 86. | 7.  | A Simpsonék már megcsinálták… (Simpsons Already Did It)                                                                      | Trey Parker               | Trey Parker | 2002. június 26. 2005. március 3.    | 607           |
| Az előző epizód folytatása. Butters gonosz terveket eszel ki a világ elpusztítására, de mindegyikről kiderül, hogy a Simpson család című sorozatban már megcsinálták. Cartman eközben saját minitársadalmat hoz létre egy akváriumban.                                                           |     | |                           |             |                                      |               |
| 87. | 8.  | Katolikus gyerekmolesztálási botrány (Red Hot Catholic Love)                                                                 | Trey Parker               | Trey Parker | 2002. július 3. 2005. március 4.     | 608           |
| A katolikus molesztálási ügyek miatt a szülők ateisták lesznek, ezért Maxi atya a Vatikánba utazik, hogy megváltoztassa a vallási szabályokat a molesztálással kapcsolatban. Cartman ezalatt bizarr fogadást köt Kyle-lal…                                                                       |     | |                           |             |                                      |               |
| 88. | 9.  | Rendezői változat (Free Hat)                                                                                                 | Toni Nugnes               | Trey Parker | 2002. július 10. 2005. március 8.    | 609           |
| A főszereplő fiúk saját klubot alakítanak, melynek célja, hogy Steven Spielberg és George Lucas ne dolgozhassa át klasszikussá vált műveiket. Egy félreértés miatt a gyerekeket a South Park-i lakosok jelentős csoportja kezdi el támogatni.                                                    |     | |                           |             |                                      |               |
| 89. | 10. | Bebe dudái konfliktust okoznak (Bebe's Boobs Destroy Society)                                                                | Trey Parker               | Trey Parker | 2002. július 17. 2005. március 9.    | 610           |
| Amikor Bebe serdülni kezd és mellei nőnek, rendkívül népszerűvé válik a fiúk körében, akik egyre furcsábban kezdenek viselkedni körülötte… |     | |                           |             |                                      |               |
| 90. | 11. | A gyerekmolesztálás nem mulatságos (Child Abduction Is Not Funny)                                                            | Trey Parker               | Trey Parker | 2002. július 24. 2005. március 10.   | 611           |
| Az aggódó szülők megbízzák a Wok Város tulajdonosát, Tuong Lu Kimet, hogy a gyermekrablások megakadályozása érdekében építsen falat a város köré. |     | |                           |             |                                      |               |
| 91. | 12. | Létra a mennybe (A Ladder to Heaven)                                                                                         | Trey Parker               | Trey Parker | 2002. november 6. 2005. március 11.  | 612           |
| A gyerekek létrát építenek a mennybe, hogy megkérdezzék a halott Kennytől, hová tette azt a kupont, mellyel nagy mennyiségű édességet nyertek. Cartman véletlenül megissza Kenny hamvait, ennek következtében Kenny lelke megszállja a testét.                                                   |     | |                           |             |                                      |               |
| 92. | 13. | A Gyűrűk Ura videókazetta visszatérése a Két torony videotékába (The Return of the Fellowship of the Ring to the Two Towers) | Trey Parker               | Trey Parker | 2002. november 13. 2005. március 15. | 613           |
| Az előző epizód folytatása. A fiúknak el kell juttatniuk egy filmet a videotékába, mielőtt a hatodikosok ellopnák tőlük. Azonban egy véletlen csere következtében a szalagon nem A Gyűrűk ura látható…                                                                                           |     | |                           |             |                                      |               |
| 93. | 14. | A tolerancia haláltábora, avagy mit csinál egy egér a seggben (The Death Camp of Tolerance)                                  | Trey Parker               | Trey Parker | 2002. november 20. 2005. március 16. | 614           |
| Az előző epizód folytatása. A homoszexuális Mr. Garrison ki akarja magát rúgatni, hogy diszkriminációra hivatkozva beperelhesse az iskolát és nagy összegű kártérítést kapjon. Célja elérése érdekében felfogadja tanársegédnek Mr. Furkót, akivel bizarr mutatványokat adnak elő az osztályban. |     | |                           |             |                                      |               |
| 94. | 15. | Az Univerzum legnagyobb kóklere (The Biggest Douche in the Universe)                                                         | Trey Parker               | Trey Parker | 2002. november 27. 2005. március 17. | 615           |
| Az előző epizód folytatása. Séf bácsi szülei megpróbálják kiűzni Cartman testéből Kenny lelkét. Stan szembekerül John Edwarddal, egy állítólagos médiummal. |     | |                           |             |                                      |               |
| 95. | 16. | Jövőbeli énem és én (My Future Self 'n' Me)                                                                                  | Trey Parker & Eric Stough | Trey Parker | 2002. december 4. 2005. március 18.  | 616           |
| A Marsh családot meglátogatja egy idősebb férfi, aki azt állítja, hogy ő Stan jövőbeli énje és komoly veszélyekre akarja figyelmeztetni gyerekkori önmagát. |     | |                           |             |                                      |               |
| 96. | 17. | Karácsony Irakban (Red Sleigh Down)                                                                                          | Trey Parker               | Trey Parker | 2002. december 11. 2005. március 22. | 617           |
| Cartman karácsonyt akar vinni a háború sújtotta Irakba, hogy jó pontot szerezzen a Télapónál. |     | |                           |             |                                      |               |

### Hetedik évad (2003)
Az évad idézetei megtalálhatóak IDE kattintva a Wikidézetben
| Sor. | Év. | Cím                                                  | Rendező     | Író         | Premier                             | Gyártási szám |
| --- | --- | ---------------------------------------------------- | ----------- | ----------- | ----------------------------------- | ------------- |
| 97. | 1.  | Emlékezet törölve (Cancelled)                        | Trey Parker | Trey Parker | 2003. március 19. 2005. március 29. | 704           |
| A gyerekek megtudják, hogy a Föld valójában egy intergalaktikus valóság-show, melyet hamarosan törölnek a műsorból. |     |                                                      |             |             |                                     |               |
| 98. | 2.  | Állati bénák (Krazy Kripples)                        | Trey Parker | Trey Parker | 2003. március 26. 2005. március 24. | 702           |
| Jimmy Vulmer és Timmy tévedésből belép a „Bénák” nevű utcai bűnbandába. Christopher Reeve South Parkba látogat, hogy népszerűsítse az őssejtkutatást. |     |                                                      |             |             |                                     |               |
| 99. | 3.  | A WC papír bűntény (Toilet Paper)                    | Trey Parker | Trey Parker | 2003. április 2. 2005. március 25.  | 703           |
| A gyerekek bosszúból vécépapírral dobálják meg Mrs. Dreibel házát, de Kyle egyre súlyosabb bűntudatot kezd érezni. Az ügyben eljáró Barbrady felügyelő váratlan helyről kap segítséget a nyomozáshoz, bizonyos feltételekkel…                                                         |     |                                                      |             |             |                                     |               |
| 100. | 4.  | Bennem egy kis Nemzet van (I'm a Little Bit Country) | Trey Parker | Trey Parker | 2003. április 9. 2005. március 23.  | 701           |
| A városban verekedés tör ki az iraki háború hívei és ellenzői közt. Ezalatt Cartman visszautazik az időben 1776-ba, hogy megismerje a gyarmati idők világát. |     |                                                      |             |             |                                     |               |
| 101. | 5.  | Jennifer Lopez mánia (Fat Butt and Pancake Head)     | Trey Parker | Trey Parker | 2003. április 16. 2005. március 30. | 705           |
| Cartman kézfejére festett hasbeszélő bábuja, „Jennifer Lopez” életre kel és nagy nyilvánosságot kap, de ez feldühíti az igazi Jennifer Lopezt. |     |                                                      |             |             |                                     |               |
| 102. | 6.  | Ifjú rendőrnyomozók (Lil' Crime Stoppers)            | Trey Parker | Trey Parker | 2003. április 23. 2005. március 31. | 706           |
| A fiúk detektíveset kezdenek játszani, ám hamarosan egy valódi nyomozás kellős közepén találják magukat. |     |                                                      |             |             |                                     |               |
| 103. | 7.  | Indián Casino (Red Man's Greed)                      | Trey Parker | Trey Parker | 2003. április 30. 2005. április 1.  | 707           |
| Az amerikai őslakosok meg akarják kaparintani maguknak a várost, hogy a helyére autópályát építsenek, ennek érdekében kaszinóik segítségével próbálják megszerezni a South Park-iak pénzét.                                                                                           |     |                                                      |             |             |                                     |               |
| 104. | 8.  | Melegedő South Park (South Park Is Gay)              | Trey Parker | Trey Parker | 2003. október 22. 2005. április 5.  | 708           |
| South Parkban minden férfi (a gyerekeket is beleértve) metroszexuális lesz. Kyle, Mr. Garrison és Mr. Furkó közösen igyekszik megállítani az új divathóbortot. |     |                                                      |             |             |                                     |               |
| 105. | 9.  | Keresztény rock (Christian Rock Hard)                | Trey Parker | Trey Parker | 2003. október 29. 2005. április 5.  | 709           |
| Cartman, Butters és Token keresztény rockbandát alapít. Stan, Kyle és Kenny híres zenészekkel (beleértve Alanis Morissette, Blink-182, Britney Spears, Master P, Meat Loaf, Metallica, Missy Elliott, Ozzy Osbourne és Rancid) karöltve tüntetni kezd az ingyenes zeneletöltés ellen. |     |                                                      |             |             |                                     |               |
| 106. | 10. | Vének támadása (Grey Dawn)                           | Trey Parker | Trey Parker | 2003. november 5. 2005. április 6.  | 710           |
| A város nyugdíjasai Marvin Marsh közbenjárásával forradalmat robbantanak ki, miután a sorozatos balesetokozások miatt az összes idős polgár jogosítványát elvették. |     |                                                      |             |             |                                     |               |
| 107. | 11. | Casa Bonita, a mexikói étterem (Casa Bonita)         | Trey Parker | Trey Parker | 2003. november 12. 2005. április 6. | 711           |
| Cartman próbálja meghívatni magát Kyle szülinapi bulijára, a Casa Bonita étterembe, ennek érdekében ördögi tervet eszel ki… |     |                                                      |             |             |                                     |               |
| 108. | 12. | Amit tudni akarsz a mormonokról (All About Mormons)  | Trey Parker | Trey Parker | 2003. november 19. 2005. április 7. | 712           |
| Stan összebarátkozik egy fiúval, aki a családjával együtt mormon vallású. |     |                                                      |             |             |                                     |               |
| 109. | 13. | Nyomd el! (Butt Out)                                 | Trey Parker | Trey Parker | 2003. december 3. 2005. április 7.  | 713           |
| Rob Reiner amerikai filmrendező South Parkba érkezik, hogy fellépjen a dohányzás és a dohánygyárak ellen. |     |                                                      |             |             |                                     |               |
| 110. | 14. | Elkenődve (Raisins)                                  | Trey Parker | Trey Parker | 2003. december 10. 2005. április 8. | 714           |
| Miután Wendy szakít vele, Stan egy goth közösség tagjává válik. Butters reménytelenül szerelmes lesz egy pincérlányba. |     |                                                      |             |             |                                     |               |
| 111. | 15. | Karácsony Kanadában (It's Christmas in Canada)       | Trey Parker | Trey Parker | 2003. december 17. 2005. április 8. | 715           |
| Kyle és barátai Kanadába repülnek, miután egy új kanadai törvény miatt a vér szerinti szülei magukkal vitték adoptált testvérét, Ike-ot. |     |                                                      |             |             |                                     |               |

### Nyolcadik évad (2004)
Az évad idézetei megtalálhatóak IDE kattintva a Wikidézetben
| Sor. | Év. | Cím                                                                   | Rendező     | Író         | Premier                             | Gyártási szám |
| --- | --- | --------------------------------------------------------------------- | ----------- | ----------- | ----------------------------------- | ------------- |
| 112. | 1.  | Egy kellemes nap fegyverekkel (Good Times with Weapons)               | Trey Parker | Trey Parker | 2004. március 17. 2005. július 15.  | 801           |
| A fiúk a piacon Távol-keleti fegyvereket vásárolnak és anime szereplőknek képzelik magukat. |     |                                                                       |             |             |                                     |               |
| 113. | 2.  | Szteroidok hatása alatt (Up the Down Steroid)                         | Trey Parker | Trey Parker | 2004. március 24. 2005. július 19.  | 803           |
| Jimmy szteroidokat szed, hogy megnyerje a Speciális Olimpiat, Eric Cartman pedig szellemileg visszamaradottnak tetteti magát, hogy részt vehessen a versenyen és megszerezze az első helyért járó pénzjutalmat.                          |     |                                                                       |             |             |                                     |               |
| 114. | 3.  | A zsidók passiója (The Passion of the Jew)                            | Trey Parker | Trey Parker | 2004. március 31. 2005. július 19.  | 804           |
| Kyle Broflovski végül megnézi A passió-t és beismeri, hogy Cartmannek igaza volt a zsidókkal kapcsolatban. Stan Marsh és Kenny McCormick Malibuba utazik, hogy visszakérjék Mel Gibsontól a jegyek árát, mert nem tetszett nekik a film. |     |                                                                       |             |             |                                     |               |
| 115. | 4.  | Leégetlek! (You Got F'd in the A)                                     | Trey Parker | Trey Parker | 2004. április 7. 2005. július 20.   | 805           |
| Stannek tánccsapatot kell alakítania, hogy legyőzze a Narancs megyeiek együttesét. Eközben felszínre kerül Butters Stotch egyik elfojtott rossz emléke is.                                                                               |     |                                                                       |             |             |                                     |               |
| 116. | 5.  | Á.L.L.A.T. a robotbarát (AWESOM-O)                                    | Trey Parker | Trey Parker | 2004. április 14. 2005. július 15.  | 802           |
| Cartman robotnak öltözik és összebarátkozik a gyanútlan Buttersszel, hogy kiderítse annak legféltettebb titkait. Azonban Butters is tud valami kínos dolgot Cartmanről…                                                                  |     |                                                                       |             |             |                                     |               |
| 117. | 6.  | Jeffersonék (The Jeffersons)                                          | Trey Parker | Trey Parker | 2004. április 21. 2005. július 21.  | 807           |
| Michael Jackson álnéven South Parkba költözik és a helyi gyerekek hamar megkedvelik, különösen Cartman. |     |                                                                       |             |             |                                     |               |
| 118. | 7.  | A jövő jövevényei (Goobacks)                                          | Trey Parker | Trey Parker | 2004. április 28. 2005. július 20.  | 806           |
| A városban (majd az egész országban) tömeges munkanélküliség lép fel, miután a 3045-os évből emigránsok elveszik az emberek munkáját. |     |                                                                       |             |             |                                     |               |
| 119. | 8.  | Gennyes tus és redvás szendvics (Douche and Turd)                     | Trey Parker | Trey Parker | 2004. október 27. 2005. július 21.  | 808           |
| Stan nem hajlandó az iskolai kabalajelöltek egyikére sem szavazni, ezért száműzik a városból. |     |                                                                       |             |             |                                     |               |
| 120. | 9.  | Harc a bevásárlóközpont ellen (Something Wall-Mart This Way Comes)    | Trey Parker | Trey Parker | 2004. november 3. 2005. július 22.  | 809           |
| Amikor a Wal-Mart üzletlánc South Parkban is megjelenik, szinte minden lakost a hatása alá von, és az összes helyi bolt tönkremegy. |     |                                                                       |             |             |                                     |               |
| 121. | 10. | Ovi-Sokk (Pre-School)                                                 | Trey Parker | Trey Parker | 2004. november 10. 2005. július 22. | 810           |
| Az egykori óvodai kötekedőt szabadon engedik a fiatalkorúak börtönéből (ahová annak idején a főszereplők juttatták), emiatt a srácok bujkálni kényszerülnek.                                                                             |     |                                                                       |             |             |                                     |               |
| 122. | 11. | Harc a nézettségért (Quest for Ratings)                               | Trey Parker | Trey Parker | 2004. november 17. 2005. július 26. | 811           |
| A fiúk az iskolai hírműsorukkal nézettségi harcot indítanak Craig műsora ellen. |     |                                                                       |             |             |                                     |               |
| 123. | 12. | Az ostobenkó kurva videó készlet (Stupid Spoiled Whore Video Playset) | Trey Parker | Trey Parker | 2004. december 1. 2005. július 26.  | 812           |
| A városban minden lány Paris Hilton megjelenését és viselkedését kezdi utánozni, aki eközben megpróbálja megvásárolni Butterst a szüleitől.                                                                                              |     |                                                                       |             |             |                                     |               |
| 124. | 13. | Cartman hihetetlen képessége (Cartman's Incredible Gift)              | Trey Parker | Trey Parker | 2004. december 8. 2005. július 27.  | 813           |
| Cartman egy baleset után azt hiszi, paranormális képességei vannak és „tehetségét” a bűnüldözésben kamatoztatja. |     |                                                                       |             |             |                                     |               |
| 125. | 14. | Erdei karácsony (Woodland Critter Christmas)                          | Trey Parker | Trey Parker | 2004. december 15. 2005. július 27. | 814           |
| Stan segít az erdei lényeknek világra hozni a Megváltót, ám ő nem teljesen az, akire Stan számított... |     |                                                                       |             |             |                                     |               |

### Kilencedik évad (2005)
Az évad idézetei megtalálhatóak IDE kattintva a Wikidézetben
| Sor. | Év. | Cím                                                                  | Rendező     | Író         | Premier                                | Gyártási szám |
| --- | --- | -------------------------------------------------------------------- | ----------- | ----------- | -------------------------------------- | ------------- |
| 126. | 1.  | Mr. Garrison vadiúj vaginája (Mr. Garrison's Fancy New Vagina)       | Trey Parker | Trey Parker | 2005. március 9. 2007. augusztus 6.    | 901           |
| Mr. Garrison megunja a férfilétet, és nővé operáltatja magát. Az ötlet megtetszik Kyle-nak és apjának is, ezért az orvos Kyle-ból magas fekete fiút, Gerald-ból pedig delfint csinál.                                                                            |     |                                                                      |             |             |                                        |               |
| 127. | 2.  | Hulljon a férges hippije! (Die Hippie, Die)                          | Trey Parker | Trey Parker | 2005. március 16. 2007. augusztus 7.   | 902           |
| Cartman hivatásos hippi-irtóként lép fel a városban elszaporodott hippik ellen, akik hatalmas fesztivált szerveznek South Parkban. |     |                                                                      |             |             |                                        |               |
| 128. | 3.  | Wing, a kínai pacsirta (Wing)                                        | Trey Parker | Trey Parker | 2005. március 23. 2007. augusztus 8.   | 903           |
| Token első lesz egy énekversenyen, ezért fellépési lehetőséget és 200 dollárt nyer. A főszereplő fiúk megpróbálnak a menedzserévé válni, de sikertelenül járnak. Ezután Winggel, egy kínai nővel kötnek szerződést, azonban a kínai maffia is feltűnik a színen… |     |                                                                      |             |             |                                        |               |
| 129. | 4.  | Legek harca (Best Friends Forever)                                   | Trey Parker | Trey Parker | 2005. március 30. 2007. augusztus 9.   | 904           |
| Miután Kenny egy baleset miatt kómába esett, felmerül az eutanázia kérdése, amely megosztja az ország közvéleményét. Kenny ezalatt a mennyei seregek élére áll, hogy segítsen nekik megállítani Sátán csatlósainak ostromát.                                     |     |                                                                      |             |             |                                        |               |
| 130. | 5.  | Túl a csúcson (The Losing Edge)                                      | Trey Parker | Trey Parker | 2005. április 6. 2007. augusztus 10.   | 905           |
| A gyerekek veszíteni akarnak egy baseball-meccsen, mert már nagyon unják a játékot. De ez nem is olyan egyszerű… |     |                                                                      |             |             |                                        |               |
| 131. | 6.  | Eric Cartman halála (The Death of Eric Cartman)                      | Trey Parker | Trey Parker | 2005. április 13. 2007. augusztus 13.  | 906           |
| Cartmant az egyik legújabb húzása miatt a többiek levegőnek nézik. Ő azt hiszi, meghalt és a lelke a Földön ragadt. Szerinte csupán |     |                                                                      |             |             |                                        |               |
| 132. | 7.  | Az erekció napja (Erection Day)                                      | Trey Parker | Trey Parker | 2005. április 20. 2007. augusztus 14.  | 907           |
| Jimmynek folyamatos erekciója van, emiatt fél, hogy nem tud fellépni az iskolai tehetségkutató versenyen. |     |                                                                      |             |             |                                        |               |
| 133. | 8.  | Holnapután előtt két nappal (Two Days Before the Day After Tomorrow) | Trey Parker | Trey Parker | 2005. október 19. 2007. augusztus 15.  | 908           |
| Stan és Cartman véletlenül árvizet okoz egy motorcsónakkal, de a felnőttek a globális felmelegedésre gyanakodnak és egymást okolják a történtekért. |     |                                                                      |             |             |                                        |               |
| 134. | 9.  | Kémkölykök (Marjorine)                                               | Trey Parker | Trey Parker | 2005. október 26. 2007. augusztus 16.  | 909           |
| A South Park-i fiúk azt hiszik, a lányok egy jövőmondó szerkezet birtokába kerültek, ezért Butterst álruhában egy pizsamapartira küldik. |     |                                                                      |             |             |                                        |               |
| 135. | 10. | Kövesd a tojást (Follow that Egg)                                    | Trey Parker | Trey Parker | 2005. november 2. 2007. augusztus 17.  | 910           |
| Mrs. Garrison páronként tojásokat ad a tanulóinak, melyre gyermekükként kell vigyázniuk. De miután megtudja, hogy Mr. Furkó Meleg Al-lal akar összeházasodni az új törvények értelmében, kissé átrendezi a párokat…                                              |     |                                                                      |             |             |                                        |               |
| 136. | 11. | Vörhenyesek (Ginger Kids)                                            | Trey Parker | Trey Parker | 2005. november 9. 2007. augusztus 20.  | 911           |
| Kyle, Stan és Kenny megelégelik, hogy Cartman folyamatosan kigúnyolja a vörös hajú, szeplős iskolatársait, ezért egy éjjel átsminkelik őt. |     |                                                                      |             |             |                                        |               |
| 137. | 12. | Egy házba zárt közösség (Trapped in the Closet)                      | Trey Parker | Trey Parker | 2005. november 16. 2007. augusztus 21. | 912           |
| A helyi szcientológusok szerint Stan nem más, mint L. Ron Hubbardnak, a gyülekezet alapítójának reinkarnációja; Tom Cruise és John Travolta bezárkózik Stan szekrényébe és nem hajlandó kijönni onnan.                                                           |     |                                                                      |             |             |                                        |               |
| 138. | 13. | Szabadítsátok ki Willzyx-et (Free Willzyx)                           | Trey Parker | Trey Parker | 2005. november 30. 2007. augusztus 22. | 913           |
| Két akváriumi dolgozó elhiteti a fiúkkal, hogy egy fogságban tartott gyilkos bálna tud beszélni és ha nem küldik gyorsan a Holdra, akkor elpusztul. |     |                                                                      |             |             |                                        |               |
| 139. | 14. | Bloody Mary (Bloody Mary)                                            | Trey Parker | Trey Parker | 2005. december 7. 2007. augusztus 23.  | 914           |
| Miután ittasan vezetett Randy Marsh belép az Anonim Alkoholisták közé, ahol betegnek minősítik. Amikor egy közeli városban az ottani Szűz Mária szobor vérezni kezd, a csoda reményt ad a hipochonder Randynek a gyógyulásra…                                    |     |                                                                      |             |             |                                        |               |

### Tizedik évad (2006)
Az évad idézetei megtalálhatóak IDE kattintva a Wikidézetben
| Sor. | Év. | Cím                                                  | Rendező     | Író         | Premier                              | Gyártási szám |
| --- | --- | ---------------------------------------------------- | ----------- | ----------- | ------------------------------------ | ------------- |
| 140. | 1.  | Séf bácsi visszatér (The Return of Chef)             | Trey Parker | Trey Parker | 2006. március 22. 2007. október 6.   | 1001          |
| Séf bácsi visszatér South Parkba, azonban folyamatosan szexre invitálja a gyerekeket, ezért ők felkeresik a Szuper Kalandok Klubját, melynek Séf bácsi is a tagja.                                                                                   |     |                                                      |             |             |                                      |               |
| 141. | 2.  | Sznobriadó! (Smug Alert!)                            | Trey Parker | Trey Parker | 2006. március 29. 2007. október 13.  | 1002          |
| Broflovskiék elköltöznek a városból, mert Gerald szerint a lakosok nem törődnek a környezetükkel. Stan – hogy visszacsábítsa barátja családját – ráveszi a South Park-iakat, hogy hibrid kocsikkal járjanak. Ez viszont végzetes tettnek bizonyul.   |     |                                                      |             |             |                                      |               |
| 142. | 3.  | Rajzfilmek háborúja 1. (Cartoon Wars Part I)         | Trey Parker | Trey Parker | 2006. április 5. 2007. október 20.   | 1003          |
| A FOX televíziócsatorna cenzúráz egy Mohamedet ábrázoló képet a Family Guy sorozatból. Cartman elindul megakadályozni, hogy a következő epizódban cenzúrázatlanul leadják a próféta képét.                                                           |     |                                                      |             |             |                                      |               |
| 143. | 4.  | Rajzfilmek háborúja 2. (Cartoon Wars Part II)        | Trey Parker | Trey Parker | 2006. április 12. 2007. október 27.  | 1004          |
| Az előző epizód folytatása. A város lakói homokba dugják fejüket, hogy ne hozhassák őket összefüggésbe a Mohamed prófétát ábrázoló képekkel. Eközben Kyle és Cartman is megérkeznek a FOX központjába, hogy megismerjék a Family Guy íróinak titkát… |     |                                                      |             |             |                                      |               |
| 144. | 5.  | Milliónyi kicsi szál (A Million Little Fibers)       | Trey Parker | Trey Parker | 2006. április 19. 2007. november 3.  | 1005          |
| Törcsi könyvet ír a viszontagságairól, amit azonban a kiadók nem kívánnak legyártani. Törcsi – hogy komolyan vegyék – műbajuszt és kalapot húz. |     |                                                      |             |             |                                      |               |
| 145. | 6.  | A medvedisznóember (Manbearpig)                      | Trey Parker | Trey Parker | 2006. április 26. 2007. november 9.  | 1006          |
| Al Gore a South Park-i általánosba látogat, hogy megismertesse a gyerekekkel a Medvedisznóembert. A fiúk vele tartanak egy felderítő barlangtúrára, ahol Cartman furcsa étkezési szokást vesz fel.                                                   |     |                                                      |             |             |                                      |               |
| 146. | 7.  | Pszt! (Tsst)                                         | Trey Parker | Trey Parker | 2006. május 3. 2007. november 16.    | 1007          |
| Liane Cartman nem bír a fiával, ezért az ország összes televíziós nevelőnőjét segítségül hívja. De végül csak a National Geographic-tól Cesar Millan (közismert nevén: „A kutyákkal suttogó”), a kiváló kutyapszichológus segíthet.                  |     |                                                      |             |             |                                      |               |
| 147. | 8.  | Világok harca (Make Love, Not Warcraft)              | Trey Parker | Trey Parker | 2006. október 4. 2007. november 16.  | 1008          |
| A fiúk megunják, hogy a World of Warcraft világában valaki állandóan kérdés nélküli megöli őket. Küldetésre indulnak, ahol e virtuális világ a tét.                                                                                                  |     |                                                      |             |             |                                      |               |
| 148. | 9.  | A Kulmann-összeesküvés (Mystery of the Urinal Deuce) | Trey Parker | Trey Parker | 2006. október 11. 2007. november 23. | 1009          |
| Kyle vizsgálódni kezd a 2001. szeptember 11-ei terrortámadás igazsága után. Eközben valaki az iskolában egy piszoárba kakál, Mr. Mackey pedig feltétlenül meg akarja találni a tettest.                                                              |     |                                                      |             |             |                                      |               |
| 149. | 10. | Az ov(ulál)ónéni (Miss Teacher Bangs a Boy)          | Trey Parker | Trey Parker | 2006. október 18. 2007. november 23. | 1010          |
| Ike beleszeret az óvónőjébe. Eközben Cartmant folyosóügyeletesnek nevezik ki, és kissé túlzottan komolyan is veszi a feladatot. |     |                                                      |             |             |                                      |               |
| 150. | 11. | Pokol a Földön (Hell on Earth 2006)                  | Trey Parker | Trey Parker | 2006. október 25. 2007. november 30. | 1011          |
| Sátán Halloween partit rendez a Földön, ahova minden hírességet meghív. A srácok eközben egy legendának járnak utána: tényleg megjelenik Biggie Smalls a fürdőszobában, ha háromszor tükör előtt elismétlik a nevét?                                 |     |                                                      |             |             |                                      |               |
| 151. | 12. | Revolúció 1. (Go God Go)                             | Trey Parker | Trey Parker | 2006. november 1. 2007. november 30. | 1012          |
| Cartman nem tudja kivárni a három hetet a Nintendo Wii megjelenéséig, ezért jégbe fagyasztatja magát. Victoria Igazgatónő megbízza Mrs. Garrison-t, hogy az evolúciót tanítsa diákjainak, ő pedig ebbe nem könnyen megy bele.                        |     |                                                      |             |             |                                      |               |
| 152. | 13. | Revolúció 2. (Go God Go XII)                         | Trey Parker | Trey Parker | 2006. november 8. 2007. december 7.  | 1013          |
| Az előző epizód folytatása. Cartman a 2546-os évben ragad, ahol végre megszerzi a Wii-jét. A tudományos társaságok háborúja azonban elkezdődik, és a múltba telefonálás sem használ…                                                                 |     |                                                      |             |             |                                      |               |
| 153. | 14. | Stanley kupája (Stanley's Cup)                       | Trey Parker | Trey Parker | 2006. november 15. 2007. december 7. | 1014          |
| Stannek nincs pénze visszaszerezni a közterület felügyelettől a biciklijét, ezért elvállalja annak az óvodás hokicsapatnak a vezetését, melyben régen ő is játszott.                                                                                 |     |                                                      |             |             |                                      |               |

### Tizenegyedik évad (2007)
Az évad idézetei megtalálhatóak IDE kattintva a Wikidézetben
| Sor. | Év. | Cím                                                                         | Rendező     | Író         | Premier                               | Gyártási szám |
| --- | --- | --------------------------------------------------------------------------- | ----------- | ----------- | ------------------------------------- | ------------- |
| 154. | 1.  | Jesse Jackson segedelmével (With Apologies to Jesse Jackson)                | Trey Parker | Trey Parker | 2007. március 7. 2008. május 2.       | 1101          |
| Randy Marsh egy tévés vetélkedő során élő adásban kimondja a „nigger” szót, emiatt első számú közellenséggé válik. Eric Cartman összetűzésbe kerül egy törpével. |     |                                                                             |             |             |                                       |               |
| 155. | 2.  | Cartman szopása (Cartman Sucks)                                             | Trey Parker | Trey Parker | 2007. március 14. 2008. május 9.      | 1102          |
| Stephen Stotch félreérthető helyzetben kapja rajta fiát és Cartmant, ezért Butterst egy olyan keresztény táborba küldi, ahol kiűzhetik belőle a homoszexuális hajlamot. |     |                                                                             |             |             |                                       |               |
| 156. | 3.  | Tetves csapások (Lice Capades)                                              | Trey Parker | Trey Parker | 2007. március 21. 2008. május 16.     | 1103          |
| Az iskolában az egyik gyerek haja tetves lesz; Cartman ki akarja deríteni, ki az, hogy gúnyt űzhessen belőle. |     |                                                                             |             |             |                                       |               |
| 157. | 4.  | A merénylet (The Snuke)                                                     | Trey Parker | Trey Parker | 2007. március 28. 2008. május 23.     | 1104          |
| Hillary Clinton a városba látogat, mialatt egy új muszlim tanuló felkelti Cartman terrorizmustól való félelmét. Az epizód a 24 című sorozat alapján készült. |     |                                                                             |             |             |                                       |               |
| 158. | 5.  | Fantasztikus Húsvéti Különkiadás (Fantastic Easter Special)                 | Trey Parker | Trey Parker | 2007. április 4. 2008. május 30.      | 1105          |
| Stan megpróbálja kideríteni a húsvét valódi értelmét, de ez számtalan bonyodalommal jár… |     |                                                                             |             |             |                                       |               |
| 159. | 6.  | Leszbi uralom (D-Yikes!)                                                    | Trey Parker | Trey Parker | 2007. április 11. 2008. június 6.     | 1106          |
| Mrs. Garrison beleszeret egy nőbe, a fiúk pedig illegális bevándorlókkal íratják meg a házi feladataikat. |     |                                                                             |             |             |                                       |               |
| 160. | 7.  | Az élő hajléktalanok éjszakája (Night of the Living Homeless)               | Trey Parker | Trey Parker | 2007. április 18. 2008. június 13.    | 1107          |
| South Park utcáit megszállják a hajléktalanok, akik mindenkitől aprópénzt kérnek. |     |                                                                             |             |             |                                       |               |
| 161. | 8.  | Egy kis Tourette (Le Petit Tourette)                                        | Trey Parker | Trey Parker | 2007. október 3. 2008. június 20.     | 1108          |
| Cartman Tourette-szindrómásnak tetteti magát, hogy bármit büntetlenül kimondhasson, de terve hamarosan visszafelé sül el. |     |                                                                             |             |             |                                       |               |
| 162. | 9.  | Megaszar (More Crap)                                                        | Trey Parker | Trey Parker | 2007. október 10. 2008. június 27.    | 1109          |
| Miután egy hatalmas ürüléket „produkál”, Randy lesz South Park helyi hőse. |     |                                                                             |             |             |                                       |               |
| 163. | 10. | Képzeletfölde (Imaginationland (Episode I: Kyle Sucks Cartman's Balls))     | Trey Parker | Trey Parker | 2007. október 17. 2008. július 4.     | 1110          |
| Képzeletföldét muszlim terroristák szállják meg, hogy irányíthassák az emberek képzeletét. Cartman és Kyle fogadást köt; ha Cartman bebizonyíja a koboldok létezését, Kyle-nak orálisan ki kell elégítenie Cartmant. Cartman megnyeri a fogadást, ezért Kyle nehéz helyzetbe kerül. |     |                                                                             |             |             |                                       |               |
| 164. | 11. | Képzeletfölde 2. (Imaginationland (Episode II: The Drying of the Balls))    | Trey Parker | Trey Parker | 2007. október 24. 2008. július 11.    | 1111          |
| Az előző epizód folytatása. Stant és Kyle-t a Pentagonban tartják fogva, amíg el nem mondják, hogyan jutottak el Képzeletföldére. Cartman minden követ megmozgat, hogy a Kyle-lal kötött fogadásnak érvényt szerezzen.                                                              |     |                                                                             |             |             |                                       |               |
| 165. | 12. | Képzeletfölde 3. (Imaginationland (Episode III: Moistening of the Scrotum)) | Trey Parker | Trey Parker | 2007. október 31. 2008. július 18.    | 1112          |
| Az előző epizód folytatása. Képzeletföldén Stan és Butters Aslan oldalán harcba száll a gonosz képzeletbeli lények alkotta seregekkel. Kyle megpróbálja kimenteni őket, Cartmant viszont továbbra sem hagyja nyugodni a Kyle-lal kötött fogadás.                                    |     |                                                                             |             |             |                                       |               |
| 166. | 13. | Nyálgitárosok (Guitar Queer-o)                                              | Trey Parker | Trey Parker | 2007. november 7. 2008. július 25.    | 1113          |
| Stan és Kyle egyaránt a Guitar Hero videójáték megszállottjává válik. Ám egy pénzéhes ügynök cselvetései miatt meginog a barátságuk. |     |                                                                             |             |             |                                       |               |
| 167. | 14. | A Lista (The List)                                                          | Trey Parker | Trey Parker | 2007. november 14. 2008. augusztus 1. | 1114          |
| A negyedikes lányok titkos listát csinálnak a fiúkról, ahol azokat a kinézetük alapján rendezik sorba. A fiúknak azonban sikerül ellopniuk a listát… |     |                                                                             |             |             |                                       |               |

### Tizenkettedik évad (2008)
Az évad idézetei megtalálhatóak IDE kattintva a Wikidézetben
| Sor. | Év. | Cím                                                         | Rendező     | Író         | Premier                             | Gyártási szám |
| --- | --- | ----------------------------------------------------------- | ----------- | ----------- | ----------------------------------- | ------------- |
| 168. | 1.  | Mandulaműtét-hiba (Tonsil Trouble)                          | Trey Parker | Trey Parker | 2008. március 12. 2009. március 13. | 1201          |
| Miután egy rutin mandulaműtét rosszul sikerül, Eric Cartman szembenéz a saját halandóságával. AIDS-es lesz, és mivel Kyle Broflovski ezen ironikusan nevet, ezért Cartman szándékosan megfertőzi, majd együtt keresnek gyógymódot a betegségre. |     |                                                             |             |             |                                     |               |
| 169. | 2.  | Britney új külseje (Britney's New Look)                     | Trey Parker | Trey Parker | 2008. március 19. 2009. március 20. | 1202          |
| A fiúk elkísérik Britney Spears-t az Északi-sarkra, ahol sokkoló tényre derül fény az énekesnő népszerűségével kapcsolatban. |     |                                                             |             |             |                                     |               |
| 170. | 3.  | Dekoltázs őrnagy (Major Boobage)                            | Trey Parker | Trey Parker | 2008. március 26. 2009. március 27. | 1203          |
| Kenny McCormick a legújabb drog hatása alá kerül, barátai pedig mindent megtesznek, hogy leszoktassák róla. Az epizód az 1981-es Heavy Metal című filmnek állít emléket.                                                                        |     |                                                             |             |             |                                     |               |
| 171. | 4.  | Kanada sztrájkol (Canada on Strike)                         | Trey Parker | Trey Parker | 2008. április 2. 2009. április 3.   | 1204          |
| A kanadaiak sztrájkolni kezdenek, mert úgy érzik, egyetlen ország sem veszi őket komolyan. |     |                                                             |             |             |                                     |               |
| 172. | 5.  | Júj, egy fütyi! (Eek! A Penis!)                             | Trey Parker | Trey Parker | 2008. április 9. 2009. április 10.  | 1205          |
| Miközben Mrs. Garrison kétségbeesetten próbál ismét férfivá válni, Cartman tanítani kezd egy rossz hírű belvárosi középiskolában. |     |                                                             |             |             |                                     |               |
| 173. | 6.  | Netmentesen (Over Logging)                                  | Trey Parker | Trey Parker | 2008. április 16. 2009. április 17. | 1206          |
| Amikor rejtélyes módon az egész világon megszűnik az internetkapcsolat, a netfüggővé vált Randy Marsh és családja a Szilícium-völgybe utazik, ahol még létezik némi internet-hozzáférés…                                                        |     |                                                             |             |             |                                     |               |
| 174. | 7.  | Komolytalan komák (Super Fun Time)                          | Trey Parker | Trey Parker | 2008. április 23. 2009. április 24. | 1207          |
| Az osztály tanulmányi kirándulásra megy egy élő kiállításra, amely az amerikai pionírok életét mutatja be. A gyerekeket azonban terroristák ejtik túszul – kivéve Cartmant és Butterst, akik átszöktek a közeli vidámparkba.                    |     |                                                             |             |             |                                     |               |
| 175. | 8.  | Nagy zűr nagy Kínával (The China Probrem)                   | Trey Parker | Trey Parker | 2008. október 8. 2009. május 1.     | 1208          |
| Cartmannek egyedül kell szembenéznie a kínaiakkal, amíg az Stan, Kyle, Kenny, Clyde és Jimmyt kísérti Steven Spielberg és George Lucas "megerőszakolták" Indiana Jones-t az Indiana Jones és a kristálykoponya királysága című filmjükben.      |     |                                                             |             |             |                                     |               |
| 176. | 9.  | Verekedni akarsz velem suli után? (Breast Cancer Show Ever) | Trey Parker | Trey Parker | 2008. október 15. 2009. május 8.    | 1209          |
| Wendy bajba jut, amikor azzal fenyegetőzik, hogy iskola után megveri Cartmant. |     |                                                             |             |             |                                     |               |
| 177. | 10. | Pánjárvány (Pandemic)                                       | Trey Parker | Trey Parker | 2008. október 22. 2009. május 15.   | 1210          |
| A világon elszaporodnak a pánsípbandák és az egész világot óriás tengerimalacok támadják meg. |     |                                                             |             |             |                                     |               |
| 178. | 11. | Pánjárvány 2: A Rémület (Pandemic 2: The Startling)         | Trey Parker | Trey Parker | 2008. október 29. 2009. május 22.   | 1211          |
| Az előző epizód folytatása. Stan, Kyle, Cartman, Kenny és Craig Peruban rekednek, ahol felfedezik, mi áll az óriás tengerimalacok támadása mögött. Ezalatt Randy megpróbálja videóra venni a South Park-i eseményeket.                          |     |                                                             |             |             |                                     |               |
| 179. | 12. | Másnap (About Last Night)                                   | Trey Parker | Trey Parker | 2008. november 5. 2009. május 29.   | 1212          |
| Amíg az országban mindenki a választás eredményével foglalkozik, addig az új elnökjelölt mindenkit készületlenül talál, mikor a vártnál korábban érkezik a Fehér Házba. Ez az epizód az Ocean’s Eleven – Tripla vagy semmi című film paródiája. |     |                                                             |             |             |                                     |               |
| 180. | 13. | Kosárbogyó vagy musical? (Elementary School Musical)        | Trey Parker | Trey Parker | 2008. november 12. 2009. június 5.  | 1213          |
| A fiúk rádöbbennek, hogy az iskolában őket kivéve mindenkit elérte a High School Musical láza. |     |                                                             |             |             |                                     |               |
| 181. | 14. | A büntethetetlen (The Ungroundable)                         | Trey Parker | Trey Parker | 2008. november 19. 2009. június 14. | 1214          |
| Az iskolába "vámpírok" költöznek és Butters is beáll a csapatba. |     |                                                             |             |             |                                     |               |

### Tizenharmadik évad (2009)
Az évad idézetei megtalálhatóak IDE kattintva a Wikidézetben
| Sor. | Év. | Cím                                    | Rendező     | Író         | Premier                              | Gyártási szám |
| --- | --- | -------------------------------------- | ----------- | ----------- | ------------------------------------ | ------------- |
| 182. | 1.  | A gyűrű (The Ring)                     | Trey Parker | Trey Parker | 2009. március 11. 2009. november 20. | 1301          |
| Kenny elviszi a barátnőjét egy Jonas Brothers koncertre. Az álma, hogy kapcsolatukat a következő szintre emeljék, megsemmisül, amikor a Jonas Brothers tagjai olyan gyűrűket adnak nekik, melyek házasság előtti önmegtartóztatásra kötelezik őket.                                             |     |                                        |             |             |                                      |               |
| 183. | 2.  | A Mosómedve (The Coon)                 | Trey Parker | Trey Parker | 2009. március 18. 2009. november 27. | 1302          |
| A szemétből felemelkedő magányos hős – a Mosómedve – kisöpri a bűnözést South Parkból. Egy rivális szuperhős is megjelenik a színen – Mysterion – aki megkérdőjelezi Mosómedve első helyét... A történet alapja a A sötét lovag című 2008-as film.                                              |     |                                        |             |             |                                      |               |
| 184. | 3.  | Margaritaville (Margaritaville)        | Trey Parker | Trey Parker | 2009. március 25. 2009. december 4.  | 1303          |
| Randy előáll egy megoldással, ami segíthet a mindenkit érintő, borzalmas pénzügyi helyzeten. A város lakói a gazdaságtól teljesen független életet kezdenek el élni. Ezalatt Kyle meghozza a végső áldozatot, hogy megoldja az emberek problémáját.                                             |     |                                        |             |             |                                      |               |
| 185. | 4.  | Punifingék (Eat, Pray, Queef!)         | Trey Parker | Trey Parker | 2009. április 1. 2009. december 11.  | 1304          |
| Valaki április bolondját járatja a fiúkkal, de rosszul sül el a dolog. Butters cselekvőképtelen, Cartman dühös, a többi fiú pedig attól fél, hogy valaki megismétli a dolgot. |     |                                        |             |             |                                      |               |
| 186. | 5.  | Halrudi (Fishsticks)                   | Trey Parker | Trey Parker | 2009. április 8. 2009. december 18.  | 1305          |
| Cartman úgy dönt, csatlakozik Jimmyhez. Mindenki imádja az új tréfát, amit kitaláltak. Egyre nagyobb híre megy, még a késő esti show-műsorokban is sikere lesz. A srácokat lenyűgözi a népszerűsége, mígnem Kanye West megpróbálja helyettük learatni a babérokat.                              |     |                                        |             |             |                                      |               |
| 187. | 6.  | Fakocsifutam (Pinewood Derby)          | Trey Parker | Trey Parker | 2009. április 15. 2009. december 25. | 1306          |
| Randy elhatározta, hogy Stan fogja megnyerni az idei Pinewood Derby-t. Egy olyan tervet eszel ki, ami biztosíthatja Stan számára az első helyezést. |     |                                        |             |             |                                      |               |
| 188. | 7.  | Zsírszakáll (Fatbeard)                 | Trey Parker | Trey Parker | 2009. április 22. 2010. január 1.    | 1307          |
| Butters és pár újonc csatlakozik Cartmanhez, hogy megvalósítsák az álmát és a Koponya-szigeten éljenek, ahol a kristálytiszta vízesésben mókázhatnak és megtalálhatják az elásott kincset. Cartman megígéri, hogy a paradicsom vár rájuk, ha elérnek Szomáliaba.                                |     |                                        |             |             |                                      |               |
| 189. | 8.  | Celebhalottak (Dead Celebrities)       | Trey Parker | Trey Parker | 2009. október 7. 2010. január 8.     | 1308          |
| Ike egyfolytában halott sztárok szellemét (Billy Mays, David Carradine, Ed McMahon, Farrah Fawcett, Michael Jackson, Patrick Swayze) látja, ezért a fiúk kihívják a szellemirtókat. Azonban semmilyen terápia nem segít Kyle öccsén, akinek testét végül Michael Jackson lelke is megszállja... |     |                                        |             |             |                                      |               |
| 190. | 9.  | Butters bulái (Butters’ Bottom Bitch)  | Trey Parker | Trey Parker | 2009. október 14. 2010. január 15.   | 1309          |
| Butterst folyton megalázzák az osztálytársai, amiért még sosem csókolózott egy lánnyal sem, eközben a rendőrök véget akarnak vetni a prostitúciónak South Parkban. |     |                                        |             |             |                                      |               |
| 191. | 10. | B.A.Sz. (W.T.F.)                       | Trey Parker | Trey Parker | 2009. október 21. 2010. január 22.   | 1310          |
| Miután a fiúk megnéznek egy WWE RAW eseményt, elhatározzák, hogy jelentkeznek az iskolai birkózó-szakkörre. Azonban hamarosan rájönnek, hogy ez az iskola egészen mást tanít, mint a pankrációt.                                                                                                |     |                                        |             |             |                                      |               |
| 192. | 11. | Büdös bálnák! (Whale Whores)           | Trey Parker | Trey Parker | 2009. október 28. 2010. január 29.   | 1311          |
| Stan és a családja a Denveri Akváriumban töltik a születésnapját, ahol delfinekkel fognak úszni. Amikor egy japán támadás végez az összes delfinnel, Stan születésnapja tönkremegy. Úgy tűnik, nincs vége az esztelen mészárlásnak. Stan megpróbálja megmenteni a többi delfint a japánoktól.   |     |                                        |             |             |                                      |               |
| 193. | 12. | A K betűs szó (The F Word)             | Trey Parker | Trey Parker | 2009. november 4. 2010. február 5.   | 1312          |
| A srácok nem engedik, hogy a chopperesek tönkretegyék a hétvégéjüket. Mindenkinek elege van már a South Park-ba érkező hangos és ellenszenves motorosokból. A srácok kezelésbe veszik őket: bevetik a "K" betűs szót és a játszma kezdetét veszi.                                               |     |                                        |             |             |                                      |               |
| 194. | 13. | Törpökkel táncoló (Dances with Smurfs) | Trey Parker | Trey Parker | 2009. november 11. 2010. február 12. | 1313          |
| Cartman megragadja az alkalmat, hogy a változás hangja legyen az iskolában, ezért átveszi a reggeli hírmondó vezetését. A célpontja a South Park Általános Iskola Diáktestületének elnöke, Wendy Testaburger. Cartman kemény kérdéseivel követőkre tesz szert.                                  |     |                                        |             |             |                                      |               |
| 195. | 14. | Pisipark (Pee)                         | Trey Parker | Trey Parker | 2009. november 18. 2010. február 19. | 1314          |
| Mialatt mindenki a Splash Town víziparkban szórakozik, több jel arra mutat, hogy katasztrófa lesz. Cartman megpróbál mindenkit figyelmeztetni... |     |                                        |             |             |                                      |               |

### Tizennegyedik évad (2010)
Az évad idézetei megtalálhatóak IDE kattintva a Wikidézetben
| Sor. | Év. | Cím                                                         | Rendező     | Író         | Premier                              | Gyártási szám |
| --- | --- | ----------------------------------------------------------- | ----------- | ----------- | ------------------------------------ | ------------- |
| 196. | 1.  | Szexfüggőség (Sexual Healing)                               | Trey Parker | Trey Parker | 2010. március 17. 2010. október 5.   | 1401          |
| A nemzet vezető tudósai összegyűlnek, hogy megállítsák a gazdag és sikeres férfiak körében terjedő legújabb jelenséget: hogy hirtelen egyre több és több nővel akarjanak lefeküdni. A vizsgálat után néhány negyedikes fiúról is kiderül, hogy szexfüggő.                             |     |                                                             |             |             |                                      |               |
| 197. | 2.  | Zacsi McFikásrúd meséje (The Tale of Scrotie McBoogerballs) | Trey Parker | Trey Parker | 2010. március 24. 2010. október 12.  | 1402          |
| A fiúk kötelező olvasmányként a Zabhegyező című könyvet kapják, amelyet annyira unalmasnak tartanak a beharangozás ellenére, hogy saját botránykönyvet írnak. Amikor észreveszik, hogy Sharon megtalálta a „mesterművet”, már csak az izgatja őket, miképp kerüljék el a bajt.        |     |                                                             |             |             |                                      |               |
| 198. | 3.  | Gyógyászati sült csirke (Medicinal Fried Chicken)           | Trey Parker | Trey Parker | 2010. március 31. 2010. október 19.  | 1403          |
| Cartman kedvenc éttermét (KFC) bezárják, és helyette egy orvosi célú marihuánát árusító üzlet nyílik. Randy kétségbeesetten próbál receptet szerezni, hogy marihuánát vehessen, míg Cartman mindent megtesz, hogy kedvenc sült csirkéjét visszaszerezze.                              |     |                                                             |             |             |                                      |               |
| 199. | 4.  | Frászbook (You Have 0 Friends)                              | Trey Parker | Trey Parker | 2010. április 7. 2010. október 26.   | 1404          |
| Bár Stan ellen akar állni a Facebook őrületnek, Kyle könyörgésére mégis regisztrál, majd egyre több ismerősre tesz szert, végül beszippantja őt a Facebook, ahol saját profiljával kell megküzdenie.                                                                                  |     |                                                             |             |             |                                      |               |
| 200. | 5.  | 200                                                         | Trey Parker | Trey Parker | 2010. április 14.                    | 1405          |
| Amíg az iskola tanulmányi kirándulásra megy, Stan véletlenül megsérti Tom Cruise-t, ezzel elindítva egy láncreakciót. 200 sztár bepereli South Park városát, amiért gúnyt űztek belőlük. Ez akár végleg elpusztíthatja South Parkot.                                                  |     |                                                             |             |             |                                      |               |
| 201. | 6.  | 201                                                         | Trey Parker | Trey Parker | 2010. április 21.                    | 1406          |
| Az előző epizód folytatása. A dühös sztárok, az erőszakos vörhenyesek, és Mecha Streisand South Park elpusztítására készül, és mindenki csak egy kérdésre keresi a választ: „Ki Eric Cartman apja?”                                                                                   |     |                                                             |             |             |                                      |               |
| 202. | 7.  | Kripli Kemping (Crippled Summer)                            | Trey Parker | Trey Parker | 2010. április 28. 2010. november 9.  | 1407          |
| Jimmy és Timmy Tardicaca Táborba mennek az összes fogyatékos barátjukkal, ahol egy versenybe neveznek be, miközben Törcsit megpróbálják elvonóra küldeni barátai, amiről dokumentumfilm is készül.                                                                                    |     |                                                             |             |             |                                      |               |
| 203. | 8.  | Csóró és hülye (Poor and Stupid)                            | Trey Parker | Trey Parker | 2010. október 6. 2011. február 1.    | 1408          |
| Eric Nascar versenyzőnek csap fel, Butters segítségével. Ehhez a Vagisil kenőcsöt fogyasztja, mert azt hiszi, attól hülyébb lesz. Kenny mindezek ellen van, és mindent megtesz, hogy megállítsa Cartmant.                                                                             |     |                                                             |             |             |                                      |               |
| 204. | 9.  | Jersey-módi (It's a Jersey Thing)                           | Trey Parker | Trey Parker | 2010. október 13. 2011. február 8.   | 1409          |
| South Parkba érkeznek New Jersey-beliek, akik elárasztják a városkát, azonban Randy és a fiúk szembeszállnak velük. Az epizód a Jersey Shore-t parodizálja ki. |     |                                                             |             |             |                                      |               |
| 205. | 10. | Eredetbirkák (Insheeption)                                  | Trey Parker | Trey Parker | 2010. október 20. 2011. február 15.  | 1410          |
| Mr. Mackey és Stan kényszeres gyűjtögetésben szenvednek. Megpróbálják megtalálni az okot erre Mr. Mackey álmában, azonban ott ragadnak. Az epizód az Eredet (Inception) című filmet parodizálja ki.                                                                                   |     |                                                             |             |             |                                      |               |
| 206. | 11. | Mosómedve 2 (Coon 2: Hindsight)                             | Trey Parker | Trey Parker | 2010. október 27. 2011. február 22.  | 1411          |
| A Mosómedve és barátai BP olajfúrótornyának katasztrófájának a helyszínére mennek, hogy segítsenek az áldozatokon. Meglepetésükre azonban egy másik szuperhős már megelőzte őket. |     |                                                             |             |             |                                      |               |
| 207. | 12. | Mysterion visszatér (Mysterion Rises)                       | Trey Parker | Trey Parker | 2010. november 3. 2011. március 1.   | 1412          |
| Az előző epizód folytatása. Mysterion vezetésével, a Mosómedve és Barátai azon dolgoznak, hogy segítsenek az öbölnél lévő embereken, akik kiszolgáltatottak a sötét úrnak, Cthulhu-nak. A Mosómedvét semmibe vették szuperhős bajtársai, így most egyedül dolgozik és bosszút forral! |     |                                                             |             |             |                                      |               |
| 208. | 13. | Mosómedve kontra társai (Coon vs. Coon & Friends)           | Trey Parker | Trey Parker | 2010. november 10. 2011. március 8.  | 1413          |
| Az előző epizód folytatása. A Mosómedve sokkal gonoszabbnak látszik, mint a sötét úr, Cthulhu. Megbünteti korábbi társait. Kenny McCormick küzd a szuper képessége terhével, az alteregóján, Mysterionon keresztül. Vajon a Mosómedve és barátai jóra tudják fordítani a helyzetet?   |     |                                                             |             |             |                                      |               |
| 209. | 14. | Kremfress (Crème Fraiche)                                   | Trey Parker | Trey Parker | 2010. november 17. 2011. március 15. | 1414          |
| Randy megszállottja lesz a Food Network és ez mindent megváltoztat. Ez még Sharont is arra kényszeríti, hogy egy új oldalát fedezze fel. Stan egyedül marad, hogy rendbe hozza a dolgokat.                                                                                            |     |                                                             |             |             |                                      |               |

### Tizenötödik évad (2011)
Az évad idézetei megtalálhatóak IDE kattintva a Wikidézetben
| Sor. | Év. | Cím                                                       | Rendező     | Író                                            | Premier                              | Nézettség   | Gyártási szám |
| --- | --- | --------------------------------------------------------- | ----------- | ---------------------------------------------- | ------------------------------------ | ----------- | ------------- |
| 210. | 1.  | Százlábú iPad (HumancentiPad)                             | Trey Parker | Trey Parker                                    | 2011. április 27. 2011. december 13. | 3,11 millió | 1501          |
| Egyre népszerűbbek az Apple termékei az iskolások körében, de Cartmannek nincs még egy iPad-je sem, ami miatt az anyját hibáztatja. Kyle-t, aki nem olvassa el a felhasználási feltételeket, elrabolja a cég, hogy egy új termékhez, a Százlábú iPad-hez használják fel őt. |     |                                                           |             |                                                |                                      |             |               |
| 211. | 2.  | Viccrobot (Funnybot)                                      | Trey Parker | Trey Parker                                    | 2011. május 4. 2011. december 20.    | 2,59 millió | 1502          |
| Jimmy az iskolai humorgálán díjakat ad át, többek között a németeknek, akik a legkevésbé vicces nép díját kapják. A német kormány ezen feldühödve elkészít egy viccrobotot, ami nemcsak a humoristák életét nehezíti meg, de idővel a világ elpusztítására tör. |     |                                                           |             |                                                |                                      |             |               |
| 212. | 3.  | Királyi puding (Royal Pudding)                            | Trey Parker | Trey Parker                                    | 2011. május 11. 2011. december 27.   | 2,43 millió | 1503          |
| A kanadai hercegi pár esküvőjéről elrabolják a menyasszonyt, ezért a kormány valamennyi kanadait fegyverbe hív, hogy segítsenek megtalálni. Ike is elindul, és különféle kalandokban lesz része. Eközben Mr. Mackey kétségbeesetten próbál színpadra vinni az óvodásokkal egy darabot a fogszuvasodásról.                                                                                              |     |                                                           |             |                                                |                                      |             |               |
| 213. | 4.  | T.S.I. (T.M.I.)                                           | Trey Parker | Trey Parker                                    | 2011. május 18. 2012. január 3.      | 2,42 millió | 1504          |
| Cartman dühöngeni kezd, amikor azt hiszi, hogy a diákok péniszméretét rakta ki az iskola a folyosói faliújságra. Viselkedése miatt dühkezelési terápiára küldik. Hamarosan odakerül Randy is, aki lázadást szít, mert az ő pénisze is átlag alatti egy különleges számítási módszer alapján. |     |                                                           |             |                                                |                                      |             |               |
| 214. | 5.  | Crackesbaba-labda (Crack Baby Athletic Association)       | Trey Parker | Trey Parker                                    | 2011. május 25. 2012. január 10.     | 2,53 millió | 1505          |
| Cartman, Craig, Clyde és Butters egy vállalkozást indítanak, amiben crackfüggő babák küzdelmét veszik fel videóra egy crackkel töltött labdáért. Az üzlettel sok pénzt keresnek, és bár aggályai voltak, Kyle is csatlakozik, remélve, hogy fel tudnak nekik építeni egy árvaházat. Közben azt is megtudják a gyerekek, hogy a híres gitáros, Slash, igazából nem létezik, csak a szüleik találták ki. |     |                                                           |             |                                                |                                      |             |               |
| 215. | 6.  | City Szusi (City Sushi)                                   | Trey Parker | Trey Parker                                    | 2011. június 1. 2012. január 17.     | 2,56 millió | 1506          |
| Egy japán étterem nyílik egyenesen a Wok Város mellett, ami háborúskodásra indítja Tuong Lu Kimet. Buttersről azt hiszik, hogy többszemélyiséges elmezavarban szenved, ezért pszichiáterhez küldik, ám kiderül, hogy Dr. Janus az, akinek tudathasadása van. |     |                                                           |             |                                                |                                      |             |               |
| 216. | 7.  | Öregszünk (You're Getting Old)                            | Trey Parker | Trey Parker                                    | 2011. június 8. 2012. január 24.     | 2,30 millió | 1507          |
| Stan tízéves lesz, és hirtelen egzisztenciális válságba kerül, mivel mentális zavarral diagnosztizálnak nála, ahol csak székletet lát, és csak azt hallja, hogy mindenki szar és fing az arcába és a fülébe. Miközben elhidegül barátaitól, Randy bizonygatja, hogy neki igenis tetszenek az új dolgok, de aztán ő és Sharon is belátják, hogy elfáradt a kapcsolatuk és külön kötöznek.               |     |                                                           |             |                                                |                                      |             |               |
| 217. | 8.  | Farburger (Ass Burgers)                                   | Trey Parker | Trey Parker                                    | 2011. október 5. 2012. január 31.    | 2,94 millió | 1508          |
| Az előző epizód folytatása. Stan mostanra hivatalosan annyira depressziós lett (főleg mentális zavara miatt, ahol csak székletet lát, és csak azt hallja, hogy mindenki szar és fing az arcába és a fülébe), hogy alkoholizmusra vált. Cartman Asperger-szindrómasnak tetteti magát, és egy étteremláncot indít, egy titkos összetevővel. Az epizód végére minden visszaáll a normális kerékvágásba.   |     |                                                           |             |                                                |                                      |             |               |
| 218. | 9.  | Az utolsó Mehikán (The Last of the Meheecans)             | Trey Parker | Trey Parker                                    | 2011. október 12. 2012. február 7.   | 2,90 millió | 1509          |
| Egy játék során Butters elkeveredik a többiektől, és egy rátaláló pár azt hiszi, hogy illegális bevándorló. Közben Cartman határőr szeretne lenni. |     |                                                           |             |                                                |                                      |             |               |
| 219. | 10. | Süldő süllők (Bass to Mouth)                              | Trey Parker | Trey Parker                                    | 2011. október 19. 2012. február 14.  | 2,43 millió | 1510          |
| Az iskola tanulóinak titkait valaki folyamatosan kiszivárogtatja az interneten, ezzel egyre több öngyilkosságot idézve elő. Az iskola vezetése egyezséget köt Cartmannel, hogy állítsa meg az öngyilkossági hullámot. |     |                                                           |             |                                                |                                      |             |               |
| 220. | 11. | Broadway gané (Broadway Bro Down)                         | Trey Parker | Trey Parker & Robert Lopez (nincs feltüntetve) | 2011. október 26. 2012. február 21.  | 2,92 millió | 1511          |
| Miután Randy értesül arról, hogy a musicalek mögöttes tartalma a nőket orális szexre készteti, egyből kihasználja az alkalmat, és egyre több előadásra viszi feleségét. Később elhatározza, hogy ő maga ír egy darabot, hogy a móka sose érjen véget. |     |                                                           |             |                                                |                                      |             |               |
| 221. | 12. | 1% (1%)                                                   | Trey Parker | Trey Parker                                    | 2011. november 2. 2012. február 28.  | 2,85 millió | 1512          |
| Az országban minden iskolában csinálnak egy fitness tesztet és a South Parki suli lesz a legrosszabb, mégpedig Cartman miatt. Ezért mindenkinek plusz tesi órákon kell részt vennie, mialatt Cartmant kiközösítik. Ez feldühíti őt, így megszervezi a saját mozgalmát, és azt is felfedezi, hogy valaki gyilkolja a plüssállatait.                                                                     |     |                                                           |             |                                                |                                      |             |               |
| 222. | 13. | History Channel hálaadás (A History Channel Thanksgiving) | Trey Parker | Trey Parker                                    | 2011. november 9. 2012. március 6.   | 2,85 millió | 1513          |
| A History Channel által kiderül, hogy az amerikai hálaadásban földönkívüliek is részt vettek, továbbá az is, hogy a telepesek és az indiánok közötti háború még nem ért véget. |     |                                                           |             |                                                |                                      |             |               |
| 223. | 14. | A csóró gyerek (The Poor Kid)                             | Trey Parker | Trey Parker                                    | 2011. november 16. 2012. március 13. | 2,41 millió | 1514          |
| Kenny szüleit lecsukják, ő testvéreivel együtt agnosztikus gyámszülőkhöz kerül. Cartman rádöbben, hogy Kenny után ő a második legszegényebb az iskolában, így megrendezi, hogy ő is gyámszülőkhöz kerüljön. |     |                                                           |             |                                                |                                      |             |               |

### Tizenhatodik évad (2012)
Az évad idézetei megtalálhatóak IDE kattintva a Wikidézetben
| Sor. | Év. | Cím                                                 | Rendező     | Író         | Premier                                | Nézettség   | Gyártási szám |
| --- | --- | --------------------------------------------------- | ----------- | ----------- | -------------------------------------- | ----------- | ------------- |
| 224. | 1.  | Vécéperánsz (Reverse Cowgirl)                       | Trey Parker | Trey Parker | 2012. március 14. 2012. szeptember 25. | 2,63 millió | 1601          |
| Clyde Donovan-t az anyja a barátai szeme láttára bünteti meg, amiért felhajtva hagyta a WC-ülőkét, és megkéri a fiúkat, hogy ne mondják el senkinek se, amit láttak. Ennek ellenére Cartman mindenkinek elmondja, míg Butters nem érti, hogyan is kell valójában a WC-t használni.                                                                  |     |                                                     |             |             |                                        |             |               |
| 225. | 2.  | Telefuksz (Cash for Gold)                           | Trey Parker | Trey Parker | 2012. március 21. 2012. október 2.     | 2,31 millió | 1602          |
| Cartman televíziós drágakő-kereskedésbe fog, követve a J&G mintát, ezáltal egy nyereséges vállalkozást indít el. |     |                                                     |             |             |                                        |             |               |
| 226. | 3.  | Mémek réme (Faith Hilling)                          | Trey Parker | Trey Parker | 2012. március 28. 2012. október 9.     | 2,70 millió | 1603          |
| Az emberi evolúció drasztikus módon felgyorsul. Egyidejűleg más fajok is ugyanazt a drasztikus fejlődést tanúsítják, ezért a két faj háborút indít egymás ellen, az emberi civilizáció egyetlen reménye, pedig a Faith Hilling maradt. |     |                                                     |             |             |                                        |             |               |
| 227. | 4.  | Zsidakabra (Jewpacabra)                             | Trey Parker | Trey Parker | 2012. április 4. 2012. október 16.     | 2,69 millió | 1604          |
| South Park húsvéti tojásvadászata veszélyben forog, mivel egyes szóbeszédek szerint egy veszélyes fenevad rejtőzik a közeli erdőben. Cartman megpróbál mindenkit figyelmeztetni, hogy kockáztatják az életüket, ha részt vesznek a tojásvadászatban, de senki sem hisz neki, amíg be nem bizonyítja egy videófelvétellel.                           |     |                                                     |             |             |                                        |             |               |
| 228. | 5.  | A csicskavideó (Butterballs)                        | Trey Parker | Trey Parker | 2012. április 11. 2012. október 23.    | 2,23 millió | 1605          |
| Stan szeretné felhívni a figyelmet az erőszak veszélyeire egy nagy táncvideó felvételével, miközben Butters áldozatául esik egy valószínűtlen erőszaknak. |     |                                                     |             |             |                                        |             |               |
| 229. | 6.  | Drótsikló túra (I Should Have Never Gone Ziplining) | Trey Parker | Trey Parker | 2012. április 18. 2012. október 30.    | 2,43 millió | 1606          |
| A fiúk izgatottak, hogy egy napot eltölthetnek a coloradói hegyekben, azonban fenn, távol a családjuktól, a túrájuk rosszra fordul. A túlélés esélye alacsony, amit tehetnek az az, hogy megvárják, míg megmentik őket. De nem fog-e túl későn érkezni a segítség?                                                                                  |     |                                                     |             |             |                                        |             |               |
| 230. | 7.  | Cartman és a szerelem (Cartman Finds Love)          | Trey Parker | Trey Parker | 2012. április 25. 2012. november 6.    | 2,33 millió | 1607          |
| Van egy új lány az iskolában, és mindenki szeretné tudni, hogy kibe esett bele. Eközben Cartman olyasvalamit fedez fel magában, amit azelőtt még sose, ugyanis szerelembe esett. |     |                                                     |             |             |                                        |             |               |
| 231. | 8.  | Szarkasztalaszti (Sarcastaball)                     | Trey Parker | Trey Parker | 2012. szeptember 26. 2013. január 22.  | 1,84 millió | 1608          |
| Aggódó szülőként Randy radikális változtatásokat hajt végre a South Park-i általános iskolában játszott amerikai fociban. A játék új változata hamarosan a legnépszerűbb sportág lesz az országban. Egy tehetséges diák lesz a szarkasztalaszti sztárja.                                                                                            |     |                                                     |             |             |                                        |             |               |
| 232. | 9.  | Dagidudu (Raising The Bar)                          | Trey Parker | Trey Parker | 2012. október 3. 2013. január 29.      | 1,69 millió | 1609          |
| Cartman túlsúlyosként motoros kerekesszéket szerez. Elismeri, hogy kövér és úgy dönt, neki jogában áll kerekesszéken közlekedni. Kyle rájön, hogy Cartmanen kívül mások sem érzik szégyenletesnek ezt az egészségtelen életmódot. Ezalatt Cartman felfedezi, hogy van egy vetélytársa, Amerika Kedvence, Honey Boo Boo.                             |     |                                                     |             |             |                                        |             |               |
| 233. | 10. | Agyonvédelem (Insecurity)                           | Trey Parker | Trey Parker | 2012. október 10. 2013. február 5.     | 2,33 millió | 1610          |
| Kyle-nak meggyőződése, hogy az anyjának viszonya van a UPS-futárral. A South Park-i otthonokat naponta látogató férfi gyanúba keveredik. A házhosszállítás luxusa hirtelen minden család számára fenyegetés lesz. Cartman kézbe veszi a dolgokat, és házi riasztórendszert építtet be.                                                              |     |                                                     |             |             |                                        |             |               |
| 234. | 11. | Zabos őslakos (Going Native)                        | Trey Parker | Trey Parker | 2012. október 17. 2013. február 12.    | 1,98 millió | 1611          |
| Amikor Butters elkezdi elveszíteni az önuralmát az iskolában, a szülei úgy döntenek, ideje megtudnia, miben különbözik a többi gyerektől. El kell utaznia egy távoli helyre, hogy megismerje népe szokásait. Mivel ez nehéz út egy kisfiú számára, Butters megkéri Kennyt, hogy kísérje el Hawaii félreeső, elzárt szigetére.                       |     |                                                     |             |             |                                        |             |               |
| 235. | 12. | Rémálom a Facetime-on (A Nightmare on Facetime)     | Trey Parker | Trey Parker | 2012. október 24. 2013. február 19.    | 1,89 millió | 1612          |
| A srácok készen állnak, hogy Halloween-kor beöltözzenek kedvenc négyesüknek, a Bosszúállóknak. Több hónapos jelmeztervezés után, az utolsó pillanatban Randy közli Stan-nel, hogy nem mehet a barátaival cukrot gyűjteni. Ehelyett segítenie kell apjának egy új üzleti vállalkozásban.                                                             |     |                                                     |             |             |                                        |             |               |
| 236. | 13. | Kügy ürügy (A Scause for Applause)                  | Trey Parker | Trey Parker | 2012. október 31. 2013. február 26.    | 1,96 millió | 1613          |
| Súlyos doppingbotrány kavarja fel a kedélyeket. Miután kiderül, hogy Jézus doppingolt, az emberek elveszve és elárulva érzik magukat. A fiúk is átérzik az országos hangulatot és nem hordják többé a sárga csuklószorítójukat – kivéve Stant, aki nem tud megszabadulni tőle.                                                                      |     |                                                     |             |             |                                        |             |               |
| 237. | 14. | Obama győzelme (Obama Wins!)                        | Trey Parker | Trey Parker | 2012. november 7. 2013. március 5.     | 2,19 millió | 1614          |
| Az elnökválasztásnak még nincs vége! Cartman valami olyat rejteget a szobájában, ami megváltoztathatja a választás végkimenetelét. Noha az amerikaiak abban a tudatban fekszenek le kedden este, hogy a szavazatokat megszámlálták és bejelentették a győztest, Cartman titokban azért küzd, hogy a szavazók helyett ő dönthessen a végeredményről. |     |                                                     |             |             |                                        |             |               |

### Tizenhetedik évad (2013)
Az évad idézetei megtalálhatóak IDE kattintva a Wikidézetben
| Sor. | Év. | Cím                                               | Rendező     | Író         | Premier                                 | Nézettség   | Gyártási szám |
| --- | --- | ------------------------------------------------- | ----------- | ----------- | --------------------------------------- | ----------- | ------------- |
| 238. | 1.  | Kormányármány (Let Go, Let Gov)                   | Trey Parker | Trey Parker | 2013. szeptember 25. 2013. december 24. | 2,89 millió | 1701          |
| Mikor Cartman saját magát kezelésbe veszi az NSA ajtója mögött, talál valamit a személyes aktájában, ami nem tetszik neki. Úgy gondolja, hogy inkább elmondja az igazságot. Butters viszont talál valakit, aki meghallgatja imáját. |     |                                                   |             |             |                                         |             |               |
| 239. | 2.  | Tényfeltáró gyilokpornó (Informative Murder Porn) | Trey Parker | Trey Parker | 2013. október 2. 2014. január 7.        | 2,49 millió | 1702          |
| A skacok megpróbálják a szüleiket távolt tartani a TV-bőn sugárzó szextől és erőszaktól. Így Randy és Sharon esti TV rutinja megszakad, s az ,,informatív gyilokpornó" mögül feltűnik az élet s a halál értelme. |     |                                                   |             |             |                                         |             |               |
| 240. | 3.  | Zimmerman világháború (World War Zimmerman)       | Trey Parker | Trey Parker | 2013. október 9. 2014. január 14.       | 2,06 millió | 1703          |
| Cartmant mélyen zavarja egy személy, akiről úgy véli, hogy fenyegetést jelent az egész emberiségre. Végig versenyzi az összes államot, hogy véget vessen a Zéró Páciensnek, az időzített bombának, Tokennek. |     |                                                   |             |             |                                         |             |               |
| 241. | 4.  | Pozőrök hajnala (Goth Kids 3: Dawn of the Posers) | Trey Parker | Trey Parker | 2013. október 23. 2014. január 21.      | 1,83 millió | 1704          |
| Az egyik darkos tagot egy problémás gyerekekkel foglalkozó táborba küldik. Mikor visszatér onnan, észreveszi, hogy a többiek rossz irányba változtak. A létük fenyegetett, a darkosoknak tenniük kell valami drasztikusat, így kénytelenek a vámpíroktól segítséget kérniük.                                                                         |     |                                                   |             |             |                                         |             |               |
| 242. | 5.  | A barackpakoló (Taming Strange)                   | Trey Parker | Trey Parker | 2013. október 30. 2014. január 28.      | 1,89 millió | 1705          |
| Ike már nem hasonlít a saját énjére, s egyre inkább távolodik el Kyle-tól. Kyle Mr. Mackey-től kérne tanácsot, de ő elfoglalt az iskola új integrált technológiai rendszer hibáival. Kyle úgy dönt, hogy problémájáról a kedvenc élőműsorában beszél, a Yo Gabba Gabba-ban. Reméli, hogy Ike újra a szeretett kistestvére lesz.                      |     |                                                   |             |             |                                         |             |               |
| 243. | 6.  | Vörheny tehén (Ginger Cow)                        | Trey Parker | Trey Parker | 2013. november 6. 2014. február 4.      | 2,39 millió | 1706          |
| Vallási vezetők mennek South Parkba, hogy tanúi legyenek egy beteljesedett bibliai próféciának. Cartman és Kyle maradnak az egyedüli kívülállók, mikor a világ ezeréves békére és harmóniára készül. |     |                                                   |             |             |                                         |             |               |
| 244. | 7.  | Fekete péntek (Black Friday)                      | Trey Parker | Trey Parker | 2013. november 13. 2014. február 11.    | 2,07 millió | 1707          |
| Lassan közelednek a sötét téli napok, s ez csak egyet jelent: a plázákban az első helyekért való küzdelem. A skacok készülnek a Hálaadás napja utáni harcra, az új játékok beszerzésére. Közben Randy munkát kap a plázában biztonsági őrként, hogy segítsen az őrült emberek okozta vásárlási hullám kontrollálásában.                              |     |                                                   |             |             |                                         |             |               |
| 245. | 8.  | A tűz és segg dala (A Song of Ass and Fire)       | Trey Parker | Trey Parker | 2013. november 20. 2014. február 18.    | 2,39 millió | 1708          |
| Az előző epizód folytatása. A konzolháború fokozódik South Parkban. Kenny Hercegnő árulása miatt Cartman bosszút forral, a gyerekek készülnek a hősi csatára, ahol kiderül, melyik játék kerül ki győztesen. Vajon Stan és Kyle barátsága túléli-e a Fekete Pénteket?                                                                                |     |                                                   |             |             |                                         |             |               |
| 246. | 9.  | Cicik és sárkányok (Titties and Dragons)          | Trey Parker | Trey Parker | 2013. december 4. 2014. február 25.     | 2,48 millió | 1709          |
| Az előző epizód folytatása. Kenny hercegnő bája egyre több támogatót csábít a PlayStation 4 táborba, Cartman és Kyle hűsége az Xbox One-hoz kitartó marad. De a várakozásnak vége. Itt az idő, hogy a sorban állóak éljenek a Fekete Péntek kedvezményei adta lehetőséggel. Hatalmas vérfürdőre lehet számítani, de a végén csak egy oldal maradhat. |     |                                                   |             |             |                                         |             |               |
| 247. | 10. | A hobbit (The Hobbit)                             | Trey Parker | Trey Parker | 2013. december 11. 2014. március 4.     | 2,17 millió | 1710          |
| Wendy megpróbálja bizonyítani, hogy mekkora nyomás nehezedik egy lányra, mikor megpróbálnak úgy kinézni, mint a hírességek. A legutóbbi szónoklatával bajba sodorja magát és mindenkit az iskolából. Ezáltal Clyde egy új barátnőre tehet szert. |     |                                                   |             |             |                                         |             |               |

### Tizennyolcadik évad (2014)
Ennek az évadnak már van egy epizódokon keresztül átívelő története, amely végül az évadzáró epizódokban kulminálódik. A legfontosabb témája a szórakoztatóipar működése (és visszatérő gegként az az állítás, hogy a Lorde nevű énekesnő valójában Randy Marsh), a közös családi tevékenységek megszűnése, valamint a kommentálás.
 Az évad idézetei megtalálhatóak IDE kattintva a Wikidézetben
| Sor. | Év. | Cím                                     | Rendező     | Író         | Premier                                | Nézettség   | Gyártási szám |
| --- | --- | --------------------------------------- | ----------- | ----------- | -------------------------------------- | ----------- | ------------- |
| 248. | 1.  | Rézbőr startup (Go Fund Yourself)       | Trey Parker | Trey Parker | 2014. szeptember 24. 2015. február 24. | 2,40 millió | 1801          |
| Cartman és a srácok céget alapítanak Washingtoni Rézbőrűek néven és hátradőlve várják az anyagi támogatásokat. A Washingtoni Rézbőrűek focicsapat edzője azt követeli, hogy változtassanak nevet, de a fiúk nem tágítanak. |     |                                         |             |             |                                        |             |               |
| 249. | 2.  | Gluténmentes ebola (Gluten Free Ebola)  | Trey Parker | Trey Parker | 2014. október 1. 2015. március 3.      | 2,24 millió | 1802          |
| Mr. Mackey gluténmentes életre vált, és mindenkit ezzel traktál, ami sokakat irritál. De miután saját szemükkel megtapasztalják, mi történik gluténevéskor, South Park lesz az első gluténmentes város Amerikában. A fiúkra mindenki haragszik az előző epizód eseményei miatt, ezért úgy döntenek, tartanak egy jótékonysági rendezvényt, hogy jobb színben tüntessék fel magukat. |     |                                         |             |             |                                        |             |               |
| 250. | 3.  | A cisztri (The Cissy)                   | Trey Parker | Trey Parker | 2014. október 8. 2015. március 10.     | 2,02 millió | 1803          |
| Cartman "transznemesnek" kezdi el magát nevezni, csak hogy egy külön mosdót használhasson az iskolában, egyedül ő. Randy eközben egyre nehezebben őrzi a titkot, hogy igazából ő az ismert énekesnő, Lorde. |     |                                         |             |             |                                        |             |               |
| 251. | 4.  | Gyépémobil (Handicar)                   | Trey Parker | Trey Parker | 2014. október 15. 2015. március 17.    | 1,73 millió | 1804          |
| Timmy egy új autómegosztó szolgáltatást indít, ami nagy siker lesz és elég pénzt gyűjthet vele a nyári táborukra. Nathannek ez nem tetszik, mert ő nem akar táborba menni, ezért elhatározza, hogy szabotálja őt. |     |                                         |             |             |                                        |             |               |
| 252. | 5.  | Drónok harca (The Magic Bush)           | Trey Parker | Trey Parker | 2014. október 29. 2015. március 24.    | 1,73 millió | 1805          |
| Cartman megrepteti Butters apjának a drónját, amely meglesi Craig anyját meztelenül. Miközben a városlakók a nő fanszőrzetén élcelődnek, szerveznek egy drónos őrszolgálatot. Ezalatt Stephen a nyilvánvaló jelek ellenére sem hiszi el, hogy Buttersnek köze van a dologhoz, és azt hiszi, hogy a drón önálló életre kelt.                                                         |     |                                         |             |             |                                        |             |               |
| 253. | 6.  | Kanadella (Freemium Isn’t Free)         | Trey Parker | Trey Parker | 2014. november 5. 2015. március 31.    | 1,70 millió | 1806          |
| Kanada kiad egy freemium mobiljátékot, melynek semmi értelme, viszont egyes funkciók használatáért fizetni kell. Amikor Stan teljesen a rabjává válik, Randy mindent megtesz, hogy megmentse a fiát. |     |                                         |             |             |                                        |             |               |
| 254. | 7.  | Vindahurka bünti (Grounded Vindaloop)   | Trey Parker | Trey Parker | 2014. november 12. 2015. április 7.    | 1,66 millió | 1807          |
| Butters hatalmas káoszt okoz a városban - mint kiderül, azt hiszi, hogy egy VR-szemüveg van rajta és mindez csak egy játék. Azonban ahogy halad előre az epizód, minden kezd egyre zavarosabbá válni, és nem tudni, hogy mi a virtuális valóság és mi a valóság. |     |                                         |             |             |                                        |             |               |
| 255. | 8.  | Kokasmágia (Cock Magic)                 | Trey Parker | Trey Parker | 2014. november 19. 2015. április 14.   | 1,69 millió | 1808          |
| Kenny profin játssza a Magic: The Gathering játékot. Amikor kiderül, hogy van ennek egy igazán durva változata is, amit kakasokkal játszanak (ez a kokasmágia), a fiúk elhatározzák, hogy beszállnak. Amikor ezt Randy megtudja, tévedésből azt hiszi, hogy mindez pénisszel történő bűvészkedés, ahogy ő csinálta az egyetemen.                                                    |     |                                         |             |             |                                        |             |               |
| 256. | 9.  | #HOLOBRÉ (#REHASH)                      | Trey Parker | Trey Parker | 2014. december 3. 2015. április 21.    | 2,10 millió | 1809          |
| Kyle nem érti, hogy Ike-ot és a barátait miért mások kommentjei érdeklik ahelyett, hogy maguk tapasztalnák meg a dolgokat. Eközben a Marsh család pénzszűkébe kerül, mivel Stan mindent elköltött freemium játékokra, ezért Randy élő fellépésre kényszerül, hogy pénz álljon a házhoz.                                                                                             |     |                                         |             |             |                                        |             |               |
| 257. | 10. | #Trendellenes ünnepek (#HappyHolograms) | Trey Parker | Trey Parker | 2014. december 10. 2015. április 28.   | 1,66 millió | 1810          |
| Kyle összeáll a szórakoztatóipar nagyágyúival, hogy velük elkészítse a valaha volt leglátványosabb televíziós ünnepi eseményt, bízva abban, hogy ezzel újra összehozhatja a családokat. Eközben több hologram is elszabadul South Parkban. |     |                                         |             |             |                                        |             |               |

### Tizenkilencedik évad (2015)
Az évad fő sztoriszála a politikai korrektség, illetve annak a számonkérése másokon. Emellett több epizód foglalkozik a dzsentrifikációval és annak társadalmi következményeivel, valamint az internetes reklámokkal, amelyektől egyre nehezebb megszabadulni.
 Az évad idézetei megtalálhatóak IDE kattintva a Wikidézetben
| Sor. | Év. | Cím                                                 | Rendező     | Író         | Premier                                 | Nézettség   | Gyártási szám |
| --- | --- | --------------------------------------------------- | ----------- | ----------- | --------------------------------------- | ----------- | ------------- |
| 258. | 1.  | Szexi és bátor (Stunning and Brave)                 | Trey Parker | Trey Parker | 2015. szeptember 16. 2015. december 3.  | 1,76 millió | 1901          |
| Váratlanul leváltják Victoria igazgatónőt, és helyette új vezető, PC igazgató érkezik az iskolába, aki elhatározza, hogy rendet tesz a politikailag inkorrekt városban. Miután Kyle nem hajlandó elismerni azt, hogy Caitlyn Jenner egy szexi és bátor nő, ő lesz a mozgalom céltáblája, amelyhez a magát haladó szelleműnek tartó Randy is csatlakozik. |     |                                                     |             |             |                                         |             |               |
| 259. | 2.  | Hová lett a hazám? (Where My Country Gone?)         | Trey Parker | Trey Parker | 2015. szeptember 23. 2015. december 10. | 1,49 millió | 1902          |
| Rengeteg illegális bevándorló érkezik Kanadából, ami már Mr. Garrisont is zavarni kezdi. Amikor emiatt kirúgják, kampányba kezd, hogy móresre tanítsa a kanadaiakat, majd amikor sikerrel jár, elhatározza, hogy indul a közelgő elnökválasztáson is, és Caitlyn Jenner lesz a kampányfőnöke.                                                            |     |                                                     |             |             |                                         |             |               |
| 260. | 3.  | Az új negyed (The City Part of Town)                | Trey Parker | Trey Parker | 2015. szeptember 30. 2015. december 17. | 1,32 millió | 1903          |
| A város legújabb projektje a dzsentrifikáció: Kennyék háza körül, a város szegénynegyedében akarják felépíteni az új lakónegyedet, névleg azért, hogy a szegényeket segítsék. A város azért is küzd, hogy a Whole Foods náluk nyissa meg legújabb üzletét.                                                                                               |     |                                                     |             |             |                                         |             |               |
| 261. | 4.  | Kritikusok lázadása (You’re Not Yelping)            | Trey Parker | Trey Parker | 2015. október 14. 2016. január 7.       | 1,37 millió | 1904          |
| Egyre több öntelt ember adja ki magát a Yelp alkalmazást használó étteremkritikusnak, akik azzal zsarolják a helyeket, hogy ha nem kapnak meg mindent, akkor egy csillaggal fogják őket értékelni. Amikor az étteremtulajdonosoknál betelik a pohár, kitör a háború.                                                                                     |     |                                                     |             |             |                                         |             |               |
| 262. | 5.  | Szégyenítéstelenítés (Safe Space)                   | Trey Parker | Trey Parker | 2015. október 21. 2016. január 14.      | 1,21 millió | 1905          |
| Randy úgy érzi, minden alkalommal megszégyenítik a Whole Foods-nál, amikor nem hajlandó adakozni. Butters fontos feladatot kap: eleinte csak Cartmannek, később pedig egyre több embernek kell szűrnie a közösségi médiában nekik érkező negatív kommenteket.                                                                                            |     |                                                     |             |             |                                         |             |               |
| 263. | 6.  | Tweek és Craig (Tweek X Craig)                      | Trey Parker | Trey Parker | 2015. október 28. 2016. január 21.      | 1,34 millió | 1906          |
| Az ázsiai diáklányok homoerotikus rajzokat készítenek Tweekről és Craigről, ami komoly zavart okoz a két fiú kapcsolatában. Cartman a képzeletbeli barátja, Ámor Én segítségével próbálja összehozni őket. |     |                                                     |             |             |                                         |             |               |
| 264. | 7.  | Terrornindzsák (Naughty Ninjas)                     | Trey Parker | Trey Parker | 2015. november 11. 2016. március 31.    | 1,42 millió | 1907          |
| Barbrady rendőr tévedésből meglövi az egyik diákot az iskolában, ami miatt kirúgják. Az eset következménye az lesz, hogy South Park városa úgy dönt: nem kellenek nekik rendőrök. Eközben a gyerekek nindzsásat játszanak az elhagyott lakónegyedben, öltözékük alapján azonban az Iszlám Állam harcosainak nézik őket.                                  |     |                                                     |             |             |                                         |             |               |
| 265. | 8.  | Szponzorált tartalom (Sponsored Content)            | Trey Parker | Trey Parker | 2015. november 18. 2016. január 28.     | 1,30 millió | 1908          |
| Jimmy és PC igazgató közt nyílt háborúskodás tör ki, mert Jimmy nem hajlandó cenzúrázni a suliújságot az elvárásoknak megfelelően. A lapban reklámok sem jelennek meg, ami egy különleges dolog, és szükség lesz Jimmy szakértelmére, amikor kiderül, hogy az egyik osztálytársnője, Leslie Meyers valójában egy reklám.                                 |     |                                                     |             |             |                                         |             |               |
| 266. | 9.  | Igazság és reklám (Truth and Advertising)           | Trey Parker | Trey Parker | 2015. december 2. 2016. február 4.      | 1,43 millió | 1909          |
| Mr. Garrison visszatér Victoria igazgatónővel South Parkba, ami alaposan megváltozott. Miközben Jimmy továbbra is a reklámok ellen harcol, PC igazgató gyanúba keveredik - hátha ő a felelős mindenért, ami történt. |     |                                                     |             |             |                                         |             |               |
| 267. | 10. | PC igazgató végítélete (PC Principal Final Justice) | Trey Parker | Trey Parker | 2015. december 9. 2016. február 11.     | 1,83 millió | 1910          |
| Városszerte mindenki fegyvert szerez be önvédelmi célból, és a közelgő fegyvershow-ra készülnek. Itt történik meg a végső leszámolás is Leslie-vel és itt derül fény az igazságra PC igazgatóval kapcsolatban is. |     |                                                     |             |             |                                         |             |               |

### Huszadik évad (2016)
Ez az évad több témát is kitárgyal az epizódokon átnyúló cselekményével. Foglalkozik az emberek nosztalgia iránti vágyával, amit közvetetten összekapcsol a 2016-os amerikai elnökválasztási kampánnyal, de tárgyalja a férfiak és a nők közt meglévő sztereotipikus különbségtételt (főként a körben, hogy a nők lehetnek-e okosak és viccesek). Mindezt pedig a fő sztoriszál: az internetes trollkodás foglalja keretbe, amely kihatással van az összes többire.
| Sor. | Év. | Cím                                                             | Rendező     | Író         | Premier                                   | Nézettség   | Gyártási szám |
| --- | --- | --------------------------------------------------------------- | ----------- | ----------- | ----------------------------------------- | ----------- | ------------- |
| 268. | 1.  | Memóbogyók (Member Berries)                                     | Trey Parker | Trey Parker | 2016. szeptember 14. 2016. szeptember 22. | 2,16 millió | 2001          |
| Új trend alakul ki Amerikában: a sporteseményeken a nemzeti himnusz lejátszásakor demonstratíve leülnek az emberek. A tiltakozás tárgya az iskolában egy internetes troll, Rihekopó42, aki nem más, mint Gerald Broflovski inkognitóban, sokan mégis azt hiszik, hogy Cartman az. Miközben az emberek egy új, nosztalgiát keltő beszélő gyümölcsöt, a memóbogyót eszik, felkérik J.J. Abramst, hogy változtassa meg a nemzeti himnuszt. Mr. Garrison, aki el akarja veszíteni a választásokat, ezt egy remek lehetőségnek látja. |     |                                                                 |             |             |                                           |             |               |
| 269. | 2.  | Kopóhajsza (Skank Hunt)                                         | Trey Parker | Trey Parker | 2016. szeptember 21. 2016. szeptember 29. | 1,57 millió | 2002          |
| Heidi Turner jelképesen törli a közösségi média-felületeit, a külvilág pedig ezt úgy értékeli, mintha meghalt volna. Rihekopó42 euúttal egy dán röplabdajátékost, Freja Ollegardot szemeli ki trollkodása célpontjául. A fiúk úgy vélik, Cartman a troll, ezért tőrbe csalják és elpusztítják az összes elektronikus eszközét. Hiába jönnek rá utóbb, hogy Cartman ártatlan volt, a lányok ezt nem tudják, és valamennyien megszakítják a kapcsolatot a fiúkkal. |     |                                                                 |             |             |                                           |             |               |
| 270. | 3.  | Az elátkozottak (The Damned)                                    | Trey Parker | Trey Parker | 2016. szeptember 28. 2016. október 6.     | 1,78 millió | 2003          |
| Heidi és Cartman, akik már nincsenek fenn az interneten, közelebb kerülnek egymáshoz. Mr. Garrison hiába próbálkozik az elnökválasztási kampánya tönkretételével, csak egyre sikeresebb lesz - Randy felfedezi, hogy ehhez a memóbogyóknak is lehet köze. Freja Ollegard öngyilkos lesz, ettől Gerald pánikba esik, különösen mikor megtudja, hogy a dánok hajtóvadászatot indítottak a trollok ellen, és hogy valaki üzenetet küld neki arról, hogy tudja, ki ő. |     |                                                                 |             |             |                                           |             |               |
| 271. | 4.  | Fütyit elő (Wieners Out)                                        | Trey Parker | Trey Parker | 2016. október 12. 2016. október 20.       | 1,81 millió | 2004          |
| Gerald találkozik egy másik trollal, LucskosDildóval, aki elmondja neki, hogy a dánok egy olyan gépet építenek, a Trolltárat, amellyel bárkinek az internetes tevékenysége nyilvánosságra kerülhet, és ezt a többi troll segítségével meg kell akadályozniuk. Ezalatt Buttersnek elege lesz abból, ahogy a lányok bánnak velük, és letolt nadrággal kezd el demonstrálni a férfiak jogaiért. Cartman és Heidi hivatalosan is egy pár, Cartman ráadásul azt állítja, hogy Heidi, akárcsak az összes többi nő, okos és vicces. |     |                                                                 |             |             |                                           |             |               |
| 272. | 5.  | A Tus meg a dán (Douche and a Danish)                           | Trey Parker | Trey Parker | 2016. október 19. 2016. november 3.       | 1,32 millió | 2005          |
| Mr. Garrison szándékosan szexista megjegyzéseket süt el kampányrendezvényein, hogy ezzel tönkretegye a támogatottságát. Sikerrel is jár, azonban megretten, amikor megtudja, hogy neki kell kiállnia lenyugtatni a felbőszült szavazóit. Randytől megtudja, hogy a memóbogyók mellett J.J. Abrams is felelős valamilyen módon a politikai helyzetért. A dánok közösségi gyűjtést szerveznek a Trolltár megépítésére, amire Cartman és Heidi is akciót indít. A trollok megtrollkodják egész Dániát, ezért az egész ország lekapcsolja magát az internetről. Heidi még üzenni tud nekik: emoji-analízissel vissza tudja követni, ki lehetett a troll.                                                                                 |     |                                                                 |             |             |                                           |             |               |
| 273. | 6.  | Fort Collins (Fort Collins)                                     | Trey Parker | Trey Parker | 2016. október 26. 2016. november 10.      | 1,41 millió | 2006          |
| Geralddal barátkozni akar LucskosDildó, ő azonban visszautasítja ezt, mert neki a trollkodás mindig is csak jó poén volt, semmi több. Heidi elemzése alapján kiderül, hogy a troll valahol Coloradóban lakhat, ezért a dánok kipróbálják a Trolltárat Fort Collins városán, ahol eluralkodik a káosz. Kyle emlékezteti Cartmant, hogy róla is kiderülhetnek olyan dolgok, amiket ha Heidi megtud, rossz következményei lehetnek, például hogy a női Szellemirtók-remake-et borzalmasnak nevezte. Miközben Mr. Garrison arra kéri az amerikaiakat, hogy ne szavazzanak rá, a memóbogyók támadásba lendülnek, Hillary Clinton és a tanácsadói arra jutnak, hogy meg kell állítani a trolltárat, és ebben csak Rihekopó42 tud segíteni. |     |                                                                 |             |             |                                           |             |               |
| 274. | 7.  | Ó, bazz (Oh, Jeez)                                              | Trey Parker | Trey Parker | 2016. november 9. 2016. november 17.      | 2,03 millió | 2007          |
| Mr. Garrisont megválasztják az Egyesült Államok elnökének, és most már homlokegyenest megváltozik a véleménye és élvezi az új pozícióját. Randy megpróbálja kérdőre vonni, de a memóbogyók kimossák az ő agyát is. Hillary Clinton és emberei Dániába küldik Geraldot, mint egy titkosügynököt, hogy állítsa le a Trolltárat - mint kiderül, ez egy csapda, az amerikaiak ugyanis valamennyi trollt kiadták Dániának, ha cserébe békén hagyják őket. Cartman, aki pánikba esik, hogy kiderülhetnek a böngészési előzményei, azt kéri Heiditól, hogy utazzanak el a Marsra, ahol egyedül lehetnek. A fiúk és lányok kibékítése érdekében PC igazgató Bill Clinton segítségét kéri.                                                    |     |                                                                 |             |             |                                           |             |               |
| 275. | 8.  | Bogyógyogyó (Members Only)                                      | Trey Parker | Trey Parker | 2016. november 16. 2016. november 24.     | 1,79 millió | 2008          |
| A Trolltár miatt globális politikai válság alakul ki, de Garrison elnöknek fogalma sincs, hogyan kellene kezelni a helyzetet. Cartmanék számára kiderül a SpaceX főhadiszállásán, hogy a marsutazás jelenleg lehetetlen, ám szerinte és Butters szerint Heidi olyan okos és vicces, hogy meg tudja oldani ezt. Gerald fel tudja hívni Ike-ot, hogy a segítségét kérje abban, hogy tovább trollkodjon a nevében. Kyle rájön arra, hogy az apja volt mindvégig Rihekopó42, és segít elmenekülni az öccsének az anyjuk haragjától. |     |                                                                 |             |             |                                           |             |               |
| 276. | 9.  | Nem vicces (Not Funny)                                          | Trey Parker | Trey Parker | 2016. november 30. 2016. december 8.      | 1,45 millió | 2009          |
| Gerald azt kéri a fiaitól, hogy segítsenek valahogy kiprovokálni az emberekből, hogy állítsák meg a dánokat. Kyle ennek érdekében eléri Garrison elnöknél, hogy bombázzák le Dániát, de később visszavonatja azt, amikor megtudja, hogy az apja még ott van. Gerald rájön, hogy a Trolltár vezetője, Bedrager, valójában szintén egy troll, aki az egész világot trollkodja meg, Dánia kárára, és mert viccesnek találja. Cartman féltékeny lesz Buttersre, de a fiú közli vele, hogy ő nem akar semmit a lányoktól, mert tudja, hogy úgyis összetörik a szívüket. Cartman ezután másként látja a világot, és nem érti, hogy Heidi többé miért nem okos és vicces.                                                                   |     |                                                                 |             |             |                                           |             |               |
| 277. | 10. | Az ismert sorozat vége (The End of Serialization as We Know It) | Trey Parker | Trey Parker | 2016. december 7. 2016. december 15.      | 1,82 millió | 2010          |
| Cartman a fejébe veszi, hogy csak azért kell a marsutazást megvalósítania Heidinak, hogy a bolygón a férfiak rabszolgaként legyenek tenyésztve a spermájukért és hogy vicceket írjanak a nőknek. A trollok és Garrison elnök egyesült erővel, a SpaceX-nél kifejlesztett erőforrás segítségével akarják olyan szintre erősíteni a trollkodást, hogy az leállítsa a Trolltárat. Miközben Gerald megállítja Bedragert, Cartman is sikerrel jár a marsutazás megakadályozásával - de már frusztrálja őt Heidi jelenléte. |     |                                                                 |             |             |                                           |             |               |

### Huszonegyedik évad (2017)
Ebben az évadban csak egyetlen történetszál van, amely minden epizódban felbukkan valamilyen módon: Cartman és Heidi toxikus kapcsolata, amely főként Cartman szociopata viselkedése miatt nem akar véget érni.
| Sor. | Év. | Cím                                                              | Rendező     | Író         | Premier                                | Nézettség   | Gyártási szám |
| --- | --- | ---------------------------------------------------------------- | ----------- | ----------- | -------------------------------------- | ----------- | ------------- |
| 278. | 1.  | Fehér emberek lakást renoválnak (White People Renovating Houses) | Trey Parker | Trey Parker | 2017. szeptember 13. 2017. október 12. | 1,68 millió | 2101          |
| Randy és Sharon lakásfelújító TV-műsort indítanak, amely veszélybe kerül, mert a melósok, akik úgy érzik, hogy a különféle otthoni okoseszközök, mint az Amazon Alexa, elveszik a munkájukat, és emiatt folyton tüntetnek. Cartmant borzasztóan irritálja Heidi, és végül úgy dönt, hogy szakít vele. |     |                                                                  |             |             |                                        |             |               |
| 279. | 2.  | Tegyük le! (Put It Down)                                         | Trey Parker | Trey Parker | 2017. szeptember 20. 2017. október 19. | 1,25 millió | 2102          |
| Tweek teljesen ki van borulva, mert úgy érzi, hogy Garrison elnök twitteres ámokfutása miatt Észak-Korea meg fogja támadni őket. Az elnöki tweeteket vezetés közben olvasó emberek tömegesen gázolják halálra az iskolásokat. Ezalatt Cartman folyamatosan öngyilkossággal fenyegetőzik, hogy visszanyerje Heidit. |     |                                                                  |             |             |                                        |             |               |
| 280. | 3.  | Kolumbusz-nap (Holiday Special)                                  | Trey Parker | Trey Parker | 2017. szeptember 27. 2017. október 26. | 1,25 millió | 2103          |
| Randy hirtelen felcsap Kolumbusz Kristóf legnagyobb utálójának, mert szerinte ő jelképezi a faji elnyomást az őslakosokkal szemben. Azt azonban nem szeretné, hogy megtudja a világ, hogy régebben ő volt Kolumbusz legnagyobb rajongója, és titkon most is az. Hogy bizonyítsa, ő is elnyomott, DNS-tesztet készíttet, amihez egy meleg indián férfi segítségét kéri, hogy nyilvánvalóan rá nézve kedvező eredmény szülessen.                                                             |     |                                                                  |             |             |                                        |             |               |
| 281. | 4.  | Előfranchise (Franchise Prequel)                                 | Trey Parker | Trey Parker | 2017. október 11. 2017. november 2.    | 1,12 millió | 2104          |
| A fiúk úgy döntenek, hogy szuperhős-alteregóikból egy franchise-t építenek, és a jogokat eladják a Netflixnek. Ám Káosz Professzor dehonesztáló álhíreket terjeszt róluk a Facebookon, ami miatt az ügylet kútba esik. A városiak a terjedő álhírek miatt Mark Zuckerberg segítségét kérik, ő azonban úgy viselkedik, mint egy hetvenes évekbeli kung-fu film főgonosza, és beavatkozik a mindennapjaikba. Az epizód a "South Park: The Fractured but Whole" című játék előzménytörténete. |     |                                                                  |             |             |                                        |             |               |
| 282. | 5.  | Hummel és heroin (Hummels & Heroin)                              | Trey Parker | Trey Parker | 2017. október 18. 2017. november 9.    | 0,93 millió | 2105          |
| Közkedvelt gyerekzsúros előadók halnak meg gyors egymásutánban a városban. Marcus Preston az ügy nyomában jár, és kiderül, hogy mindannyian gyógyszertúladagolás miatt haltak meg. Az anyagot abból az öregek otthonából szerzik, ahol Marvin Marsh is lakik, és ahol az élet olyan, mint egy börtönben. Stan segíteni szeretne a nagyapjának, hogy véget érjen az elnyomás. |     |                                                                  |             |             |                                        |             |               |
| 283. | 6.  | Boszorkamóka (Sons a Witches)                                    | Trey Parker | Trey Parker | 2017. október 25. 2017. november 16.   | 1,22 millió | 2106          |
| Miután az éves Halloween-bulijukon Randy és haverjai együtt isznak és "boszorkányszombatot" tartanak, egyikük tényleg boszorkánnyá változik és terrorizálni kezdi a várost. Cartman, aki meg akar szabadulni Heiditól, aki miatt sosem ér oda időben sehova, elhatározza, hogy feláldozza neki a lányt. Közben a férfiak úgy érzik, hogy egy kalap alá veszik őket a rossz boszorkánnyal, és ezt "boszorkányzaklatásnak" titulálják.                                                       |     |                                                                  |             |             |                                        |             |               |
| 284. | 7.  | Még egy lapát (Doubling Down)                                    | Trey Parker | Trey Parker | 2017. november 8. 2017. november 23.   | 1,13 millió | 2107          |
| Kyle aggódik amiatt, ahogy Cartman bánik Heidival, és miután rájön, hogy Cartman szociopata módon manipulálja őt, elhatározza, hogy közbelép. Garrison elnök támogatottsága zuhanni kezd, tanácsadói azonban félnek tőle, mert őket is terrorban tartja. |     |                                                                  |             |             |                                        |             |               |
| 285. | 8.  | Malacizálódás (Moss Piglets)                                     | Trey Parker | Trey Parker | 2017. november 15. 2017. november 30.  | 1,09 millió | 2108          |
| A gyógypedagógiai osztály az éves tudományos versenyre készül, ahol Jimmy és Timmy elég jó eséllyel pályáznak a győzelemre a táncoló medveállatkáikkal. Nathan és Mimsy keresztbe akarnak tenni nekik, ám akaratukon kívül felkeltik az NFL vezetőségének a figyelmét, akik szurkolókat keresnek az üres stadionokba. Heidi teljesen olyanná válik, mint Cartman. |     |                                                                  |             |             |                                        |             |               |
| 286. | 9.  | Kőkemény PC-ség (Super Hard PCness)                              | Trey Parker | Trey Parker | 2017. november 29. 2017. december 7.   | 0,90 millió | 2109          |
| Új igazgatóhelyettes érkezik az iskolába, Erős Nő személyében, akibe PC igazgató azonnal szerelmes lesz. A Terrance és Philipből újabb évad készül a Netflixre, Kyle pedig hirtelen elkezdi áldozatnak látni azokat az embereket, akiket a műsor során leszellentettek. Elhatározza, hogy eltörölteti a káros kanadai kultúrát, amit Mr. Garrison félreértelmez és atombombát dobat Torontóra.                                                                                             |     |                                                                  |             |             |                                        |             |               |
| 287. | 10. | Rohadt paradicsom (Splatty Tomato)                               | Trey Parker | Trey Parker | 2017. december 6. 2017. december 14.   | 0,97 millió | 2110          |
| Garrison elnök népszerűsége a tettei hatására nagyot zuhan, és állítólag többen is látták South Park körül ólálkodni. Kanada követeli a kiadatását, Ike pedig úgy dönt, cselekszik. Miközben Kyle megpróbálja megkeresni őt, pont kerül Cartman és Heidi kapcsolatának a végére is. |     |                                                                  |             |             |                                        |             |               |

### Huszonkettedik évad (2018)
Az évad során több cselekményszál is végighúzódik. Az egyik Randy Marsh új foglalkozása, aki innentől a Böcsület Farm nevű tanyáján termeszt marihuánát. A másik a Medvedisznóember visszatérése, akit metaforikusan ábrázolnak, mint a globális felmelegedést. Emellett több epizódban is szóba kerülnek a nagy online áruházak, mint az Amazon, amelyek kizsákmányolják a dolgozóikat.
| Sor. | Év. | Cím                                     | Rendező     | Író         | Premier                                | Nézettség   | Gyártási szám |
| --- | --- | --------------------------------------- | ----------- | ----------- | -------------------------------------- | ----------- | ------------- |
| 288. | 1.  | Gyerekhullák (Dead Kids)                | Trey Parker | Trey Parker | 2018. szeptember 26. 2018. október 30. | 1,09 millió | 2201          |
| Amikor iskolai lövöldözések történnek a South Park-i iskolában, senki se törődik vele, hogy mi történt ott, kivéve Sharont. Randy aggódik amiatt, hogy a felesége talán a menopauzája miatt veszi a szívére ennyire a dolgokat. Cartman egyest kap, miközben a dolgozatát Tokenéről másolta, ezért meg van győződve arról, hogy mindez szándékos volt és ehhez köze van a Fekete Párduc című filmnek. |     |                                         |             |             |                                        |             |               |
| 289. | 2.  | A kisfiú és a pap (A Boy and a Priest)  | Trey Parker | Trey Parker | 2018. október 3. 2018. november 6.     | 0,93 millió | 2202          |
| Maxi atyával állandóan viccelődnek a katolikus egyház gyerekmolesztálási botrányai miatt. Butters megsajnálja a papot és összebarátkozik vele, ám amikor a denveri érsekség megtudja, hogy különös dolgok történnek a városban, odaküldik a "takarító" brigádjukat. |     |                                         |             |             |                                        |             |               |
| 290. | 3.  | Kakaprobléma (The Problem with a Poo)   | Trey Parker | Trey Parker | 2018. október 10. 2018. november 13.   | 0,97 millió | 2203          |
| Kula bácsi megdöbben, amikor megtudja, hogy a következő karácsonyi ünnep költségvetését megvágják, köszönhetően annak is, hogy sokakat zavar az ő személye. Amikor gyógyszer hatása alatt illetlen dolgokat tweetel, kiváltja a város lakóinak ellenszenvét. |     |                                         |             |             |                                        |             |               |
| 291. | 4.  | Böcsület farm (Tegridy Farms)           | Trey Parker | Trey Parker | 2018. október 17. 2018. november 20.   | 0,71 millió | 2204          |
| Miközben South Parkban is egyre jobban terjed az elektromos cigaretta, Randy úgy dönt, kihasználja, hogy legalizálták a marihuánát, és az egész családját vidékre költözteti, ahol Böcsület Farm néven kezd el gazdálkodni. |     |                                         |             |             |                                        |             |               |
| 292. | 5.  | Szopóroller (The Scoots)                | Trey Parker | Trey Parker | 2018. október 31. 2018. november 27.   | 0,84 millió | 2205          |
| Amikor megjelennek az e-rollerek a városban, a fiúk arra akarják használni őket hogy minél több édességet szerezzenek Halloweenkor. Ennek a lehetősége miatt az egész város pánikba esik. Mr. Mackey rájön, hogy képtelenség megszabadulni az eszközöktől, és Kennyvel együtt próbál valamilyen megoldást találni erre.                                                                               |     |                                         |             |             |                                        |             |               |
| 293. | 6.  | Démoni vadnyugat (Time To Get Cereal)   | Trey Parker | Trey Parker | 2018. november 7. 2018. december 4.    | 0,83 millió | 2206          |
| Újra felbukkan a Medvedisznóember, az emberek pedig annak ellenére, hogy fényes nappal is embereket mészárol, kételkednek a létezésében. A rendőrség iskolai lövöldözésként kezeli az ügyet, és a fiúkra terelődik a gyanú, akik Al Gore segítségét kérik. Mint kiderül, a Medvedisznóember egy démon, aki egy alku miatt tért most vissza a városba.                                                 |     |                                         |             |             |                                        |             |               |
| 294. | 7.  | Medvedisznó-paktum (Nobody Got Cereal?) | Trey Parker | Trey Parker | 2018. november 14. 2018. december 11.  | 0,82 millió | 2207          |
| Miután kiderül, hogy Stan nagyapja és a többi öreg voltak, akik paktumot kötöttek réges-rég a Medvedisznóemberrel, Stan elhatározza, hogy valahogy eltörli az alkut. |     |                                         |             |             |                                        |             |               |
| 295. | 8.  | Buddha Doboz (Buddha Box)               | Trey Parker | Trey Parker | 2018. november 28. 2018. december 18.  | 0,83 millió | 2208          |
| Cartman szorongással küzd, aminek a kezelésre egy különleges eszközt, a fejre illeszthető, a külvilágot teljesen kizáró Buddha Dobozt vet be. Ezalatt PC igazgató és Erős Nő gyerekei, a PC babák megszöknek és akcióba lendülnek. |     |                                         |             |             |                                        |             |               |
| 296. | 9.  | Tizenhat online tonna (Unfulfilled)     | Trey Parker | Trey Parker | 2018. december 5. 2018. december 28.   | 0,77 millió | 2209          |
| Az Amazon egy új raktárat telepít South Parkba. Amikor egy üzemi baleset történik és a cég tagadja a felelősségét, a dolgozók sztrájkolni kezdenek. Miközben Jeff Bezos is a városba jön, hogy megoldja a helyzetet, a fiúk a bicajparádéra szeretnének beszerezni pár új alkatrészt, de az nem megy, ha nincs csomagkiszállítás.                                                                     |     |                                         |             |             |                                        |             |               |
| 297. | 10. | Bicajparádé (Bike Parade)               | Trey Parker | Trey Parker | 2018. december 12. 2018. december 28.  | 0,83 millió | 2210          |
| Folytatódik a sztrájk az Amazon raktárában, amit Jeff Bezos igyekszik letörni. Miután Kenny is szimpatizálni kezd a munkásokkal, otthagyja a bicajparádéra készülő fiúkat, akik elhatározzák, hogy betiltatják a rendezvényt. |     |                                         |             |             |                                        |             |               |

### Huszonharmadik évad (2019)
Az évad legjelentősebb történetszála Randy Marsh ügyködése aziránt, hogy megakadályozza, hogy versenytársai legyenek a marihuánatermesztés piacán South Parkban.
| Sor. | Év. | Cím                                                                  | Rendező     | Író         | Premier                               | Nézettség   | Gyártási szám |
| --- | --- | -------------------------------------------------------------------- | ----------- | ----------- | ------------------------------------- | ----------- | ------------- |
| 298. | 1.  | Mexikói Joker (Mexican Joker)                                        | Trey Parker | Trey Parker | 2019. szeptember 25. 2020. január 27. | 0,92 millió | 2301          |
| Mikor Cartman megtudja, hogy a bevándorlási hivatal bárkit elvisz bemondásra, kipróbálja Broflovskiékon. Kyle egy táborba kerül, ahonnan, mivel zsidó, el akarják engedni, de közli, hogy a többi gyerekből ilyen körülmények közt "Mexikói Joker" lesz. Ezalatt a Böcsület Farm eladásai visszaesnek, ugyanis egyre többen termelnek maguknak füvet, amit Randy szabotálni akar.    |     |                                                                      |             |             |                                       |             |               |
| 299. | 2.  | Kínai banda (Band in China)                                          | Trey Parker | Trey Parker | 2019. október 2. 2020. január 27.     | 0,73 millió | 2302          |
| Randy kitalálja, hogy Kínába utazik, hogy velük üzletelve tegyen szert nagyobb profitra. Stan zenekarának a történetéből életrajzi filmet akar forgatni egy producer, csakhogy tekintettel kell lenniük a kínai cenzorok érzékenységére is. |     |                                                                      |             |             |                                       |             |               |
| 300. | 3.  | Szopi szuri (Shots!!!)                                               | Trey Parker | Trey Parker | 2019. október 9. 2020. január 28.     | 0,95 millió | 2303          |
| Cartman nem hajlandó hagyni, hogy beoltsák, a felnőttek pedig mindent megtesznek ennek érdekében. Randy hatalmas bevételeket szerez Kínából, de a velük való üzletelés elidegeníti tőle a családját. |     |                                                                      |             |             |                                       |             |               |
| 301. | 4.  | Trutyi bácsi (Let Them Eat Goo)                                      | Trey Parker | Trey Parker | 2019. október 16. 2020. január 28.    | 0,77 millió | 2304          |
| Több diák kérésére bevezetik a menzán az egészségesebb ételeket, amit Cartman nem tolerál. Randy rájön, hogy a növényi alapú műhús milyen népszerű, ezért a kannabisz fel nem használt részeiből hamburgereket süt. |     |                                                                      |             |             |                                       |             |               |
| 302. | 5.  | Böcsület Farm Halloweeni Attrakció (Tegridy Farms Halloween Special) | Trey Parker | Trey Parker | 2019. október 30. 2020. január 29.    | 0,84 millió | 2305          |
| Randyt aggasztja, hogy Shellyt egyáltalán nem érdekli a fűtermesztés, ezért mindent megtesz annak érdekében, hogy kicsit közelebb kerüljön a lányához. Ő azonban ehelyett szabotálja a Halloweenre bekészített különleges marihuánát. Butters a múzeumban találkozik egy elátkozott múmiával, aki úgy viselkedik vele, mintha egy narcisztikus szociopata lenne egy párkapcsolatban. |     |                                                                      |             |             |                                       |             |               |
| 303. | 6.  | Évadfinálé (Season Finale)                                           | Trey Parker | Trey Parker | 2019. november 6. 2020. január 29.    | 0,84 millió | 2306          |
| Miután rájönnek, hogy Randy robbantgatta fel a házi kannabiszültetvényeket, letartóztatják, ahonnan kétségbeesetten próbál meg kijutni. Fehérék fia meghal egy balesetben, ezért úgy döntenek, örökbefogadnak egy mexikói fiút. |     |                                                                      |             |             |                                       |             |               |
| 304. | 7.  | Csajklán (Board Girls)                                               | Trey Parker | Trey Parker | 2019. november 13. 2020. január 30.   | 0,85 millió | 2307          |
| Erős Nő indul egy atlétikai megmérettetésen, ahol azonban egy kigyúrt férfi transzneműnek hazudva magát megnyeri az összes versenyt. Az iskolában a fiúkat zavarja, hogy a lányokat is be kell vonniuk olyan játékokba, amiket előtte csak ők játszottak. |     |                                                                      |             |             |                                       |             |               |
| 305. | 8.  | Kakatolvajok (Turd Burglars)                                         | Trey Parker | Trey Parker | 2019. november 27. 2020. január 30.   | 0,66 millió | 2308          |
| Miután elterjed a híre annak, hogy székletátültetéssel remek formába lehet kerülni, minden nő arra vágyik, hogy a legjobb mikrobiomot megszerezzék, és ehhez a fiúkat használják fel. |     |                                                                      |             |             |                                       |             |               |
| 306. | 9.  | KínStream (Basic Cable)                                              | Trey Parker | Trey Parker | 2019. december 4. 2020. január 31.    | 0,80 millió | 2309          |
| Scott Malkinson szeretne lenyűgözni egy lányt, de az apja, aki kábeltévé-szerelő, elvből nem hajlandó semmilyen streamingszolgáltatóra előfizetni, ami nagy hátrány. |     |                                                                      |             |             |                                       |             |               |
| 307. | 10. | Karácsonyi hó (Christmas Snow)                                       | Trey Parker | Trey Parker | 2019. december 11. 2020. január 31.   | 0,81 millió | 2310          |
| Az ittas vezetők által okozott balesetek miatt Télapó eléri, hogy a téli szünetben tiltsák be az alkohol forgalmazását. Randy kap az alkalmon, és elkezdi árusítani saját, kokainnal dúsított marihuánáját. |     |                                                                      |             |             |                                       |             |               |

### Huszonnegyedik évad (2020–2021)
A koronavírus-járvány miatt megcsonkított évad négy, dupla hosszúságú epizódból áll, és mindegyik a járvánnyal illetve annak következményeivel foglalkozik. A második két epizódot kizárólag a Paramount+ streamingszolgáltató kínálatában lehetett látni. Magyarországon a Skyshowtime mutatta be.
| Sor. | Év. | Cím | Rendező     | Író         | Premier                                                                          | Nézettség   | Gyártási szám |
| --- | --- | --- | ----------- | ----------- | -------------------------------------------------------------------------------- | ----------- | ------------- |
| 308. | 1.  | Járványügyi különkiadás (The Pandemic Special)                                                         | Trey Parker | Trey Parker | 2020. szeptember 30. 2020. október 5. (feliratos) 2020. november 9. (szinkronos) | 2,30 millió | 2401          |
| Ez az 1 órás különkiadásos epizód bemutatja, hogy hogyan reagálnak a coloradói kisváros lakói a világjárványra, ugyanis a koronavírus-járvány már South Parkot is elérte. Randy rájön, mi a szerepe a COVID-19-járványban, amely folyamatos kihívások elé állítja South Park lakóit. Mindeközben a srácok örömmel térnek vissza az iskolába, ott viszont semmi sem lesz olyan, mint korábban. A tanárok, sem a tantermük, de még Eric Cartman sem ugyanaz, mint ezelőtt.                 |     | |             |             |                                                                                  |             |               |
| 309. | 2.  | Oltásügyi különkiadás (South ParQ Vaccination Special)                                                 | Trey Parker | Trey Parker | 2021. március 10. 2021. március 15. (feliratos) 2021. április 10. (szinkronos)   | 1,74 millió | 2402          |
| South Park lakói nagyon várják már az oltást, a fiúk pedig, akik szeretnék, ha minden olyan lenne, mint régen, megpróbálnak segíteni nekik, de ez a barátságukat is próbára teszi. Mr. Garrison, aki már nem elnök, visszatér South Parkba, korábbi támogatói azonban még mindig kiállnak mellette. |     | |             |             |                                                                                  |             |               |
| 310. | 3.  | South Park: Poszt-Covid különkiadás (South Park: Post Covid)                                           | Trey Parker | Trey Parker | 2021. november 25. (Paramount+) 2024. október 7. (SkyShowtime)                   | N/A         | 2403          |
| Majdnem negyven év telt el a járvány kitörése óta, és az élet kezd visszatérni a normális kerékvágásba. Stan, aki elszigetelődött a barátaitól és apjától is, telefonhívást kap Kyle-tól, hogy Kenny, aki egy híres tudós lett, meghalt. Mint kiderül, épített egy időgépet, amivel a járványt akarta megakadályozni, és hogy nagyon fontos információkat rejtett el valahol, amit csak a barátai találhatnak meg. Közben egy új vírusvariáns miatt karanténba helyezik az egész várost. |     | |             |             |                                                                                  |             |               |
| 311. | 4.  | South Park: Poszt-Covid különkiadás - A Covid visszatér (South Park: Post Covid - The Retuen of Covid) | Trey Parker | Trey Parker | 2021. december 16. (Paramount+) 2024. október 7. (SkyShowtime)                   | N/A         | 2404          |
| Valamennyien szeretnék megváltoztatni a múltat, kivéve Cartmant, aki fél, hogy csodálatos élete tönkremenne.Ő több emberrel, köztük az oltásellenes Clyde-dal és a teljesen őrült Butters-szel szövetkezik azért, hogy megállítsa őket. Bár visszajutnak a múltba, Stanék rájönnek, hogy a járványt nem akadályozhatják meg, de megváltoztathatják a jövőt azáltal, ha nem haragszanak meg egymásra egy végzetes pillanatban.                                                            |     | |             |             |                                                                                  |             |               |

### Huszonötödik évad (2022)
| Sor. | Év. | Cím                                                                              | Rendező     | Író         | Premier                                                                     | Nézettség   | Gyártási szám |
| --- | --- | -------------------------------------------------------------------------------- | ----------- | ----------- | --------------------------------------------------------------------------- | ----------- | ------------- |
| 312. | 1.  | Pizsamanap (Pajama Day)                                                          | Trey Parker | Trey Parker | 2022. február 2. 2022. február 7. (feliratos) 2022. május 2. (szinkronos)   | 0,84 millió | 2501          |
| Miután Mr. Garrison panaszkodik a tiszteletlenségük miatt, PC igazgató megtiltja a negyedikeseknek, hogy részt vegyenek a közelgő pizsamanapon. Minden kérésük hiábavaló, mert az igazgató úgy érzi: ha engedne, azzal gyengeséget mutatna. Eközben a városlakók szolidaritást vállalnak, és pizsamában járnak be dolgozni, csakhogy az elvileg önkéntes kiállást lassan kötelezővé teszik. |     |                                                                                  |             |             |                                                                             |             |               |
| 313. | 2.  | Böcstelenség (The Big Fix)                                                       | Trey Parker | Trey Parker | 2022. február 9. 2022. február 14. (feliratos) 2022. május 2. (szinkronos)  | 0,66 millió | 2502          |
| Randy, hogy elkerülje a rasszista vádakat, elhatározza, hogy vendégségbe hívja Blackéket. Stan rádöbben, hogy mindeddig rosszul tudta Token nevét, aki igazából Tolkien. |     |                                                                                  |             |             |                                                                             |             |               |
| 314. | 3.  | Szopi népség (City People)                                                       | Trey Parker | Trey Parker | 2022. február 16. 2022. február 21. (feliratos) 2022. május 2. (szinkronos) | 0,66 millió | 2503          |
| Rengetegen költöznek be South Parkba, Liane pedig ingatlanügynökként kezd el dolgozni. Ennek hatására Cartman is úgy dönt, hogy megcsinálja a saját üzletét. Végül az ő cége lesz a sikeresebb, Liane otthagyja a saját munkáját, ám becsődölnek, és kénytelenek lesznek egy hot dog-árus standba költözni. |     |                                                                                  |             |             |                                                                             |             |               |
| 315. | 4.  | Vissza a hidegháborúba! (Back To The Cold War)                                   | Trey Parker | Trey Parker | 2022. március 2. 2022. március 7. (feliratos) 2022. május 9. (szinkronos)   | 0,53 millió | 2504          |
| Miután kitör az orosz-ukrán háború, Mr. Mackey-n eluralkodik a pánik, és egy nukleáris háborúra kezd el készülni. Ezalatt Buttersnek egy díjugrató versenyen kell részt vennie, ahol egy orosz fiú az ellenfele. |     |                                                                                  |             |             |                                                                             |             |               |
| 316. | 5.  | Tinibibik (Help, My Teenager Hates Me!)                                          | Trey Parker | Trey Parker | 2022. március 9. 2022. március 14. (feliratos) 2022. május 9. (szinkronos)  | 0,62 millió | 2505          |
| A fiúk airsoftozni kezdenek, de csak tinédzserekkel tudnak játszani. Megdöbbennek, amikor megtudják, hogy mostantól nekik kell a gondjukat viselni, hiába szabadulnának meg tőlük. |     |                                                                                  |             |             |                                                                             |             |               |
| 317. | 6.  | Hősgyökeres Szent Patrik-nap (Credigree Weed St. Patrick’s Day Special)          | Trey Parker | Trey Parker | 2022. március 16. 2022. március 21. (feliratos) 2022. május 9. (szinkronos) | 0,49 millió | 2506          |
| Szent Patrik-napon Butterst letartóztatják, mert szexuális zaklatással gyanúsítják, amiért megcsipkedett egy lányt, aki nem volt zöldbe öltözve. Randyt szintén letartóztatják, mert összeverekszik Steve-vel. Mindketten a szabadulást tervezik, hogy megismertessék a várost a jeles nap értelmével - és hogy egy kis füvet is eladhassanak. |     |                                                                                  |             |             |                                                                             |             |               |
| 318. | 7.  | South Park: Csatornák háborúja (1. rész) (South Park: The Streaming Wars)        | Trey Parker | Trey Parker | 2022. június 1. (Paramount+) 2024. október 7. (SkyShowtime)                 | N/A         | N/A           |
| Tombol az aszály, Steve és Randy pedig ezt kihasználják a fiúk segítségével, és eladják a denveri lakosoknak a farmjukon keresztülfolyó vizet. Az egyre nagyobbá váló üzlet aztán hamarosan elfajul, mikor felbukkan a Medvedisznóember és emberek halnak meg. Cartman végre el akarja hagyni a hot dog standot, ahol élnek, ezért mellimplantátumokat akar az anyjának, hogy egy gazdag ember beleszeressen. Liane azonban egyáltalán nem együttműködő, ezért Cartman magának varratja fel őket. |     |                                                                                  |             |             |                                                                             |             |               |
| 319. | 8.  | South Park: Csatornák háborúja (2. rész) (South Park: The Streaming Wars Part 2) | Trey Parker | Trey Parker | 2022. július 13. (Paramount+) 2024. október 7. (SkyShowtime)                | N/A         | N/A           |
| Az aszály egyre súlyosabb méreteket ölt. Randy visszamegy geológusnak, hogy kitaláljon valamilyen megoldást, ezalatt Cartman, Butters és Tolkien azon vannak, hogy megtalálják az egész mögött húzódó összeesküvést. |     |                                                                                  |             |             |                                                                             |             |               |

### Huszonhatodik évad (2023)
| Sor. | Év. | Cím                                                                         | Rendező     | Író                   | Premier                                                                       | Nézettség   | Gyártási szám |
| --- | --- | --------------------------------------------------------------------------- | ----------- | --------------------- | ----------------------------------------------------------------------------- | ----------- | ------------- |
| 320. | 1.  | Ámor Ye (Cupid Ye)                                                          | Matt Stone  | Matt Stone            | 2023. február 8. 2023. február 14. (feliratos) 2023. május 8. (szinkronos)    | 0,48 millió | 2601          |
| Stan féltékeny Kyle és Tolkien barátságára, ezért Cartman elhatározza, hogy tesz ellene valamit. Korábbi angyali segítője, Ámor Én is visszatér, ám alaposan megváltozott, és rengeteg galibát okoz. Eközben elterjed Kyle-ról, hogy "ő a góré Hollywoodban".                                                             |     |                                                                             |             |                       |                                                                               |             |               |
| 321. | 2.  | Magánélet világturné (The Worldwide Privacy Tour)                           | Trey Parker | Trey Parker           | 2023. február 15. 2023. február 21. (feliratos) 2023. május 15. (szinkronos)  | 0,56 millió | 2602          |
| Kanada hercege és felesége, arra hivatkozással, hogy senki nem tartja tiszteletben a magánéletüket, South Parkban telepednek le, miközben éppen hogy a nyilvánosság előtt élnek. Kyle úgy dönt, hogy Butters javaslatára új imidzset terveztet magának egy "Pöcögtető" nevű céggel.                                       |     |                                                                             |             |                       |                                                                               |             |               |
| 322. | 3.  | Japán slozi (Japanese Toilet)                                               | Trey Parker | Trey Parker           | 2023. március 1. 2023. március 7. (feliratos) 2023. május 22. (szinkronos)    | 0,48 millió | 2603          |
| Miután elromlik a Böcsület Farmon a vécé, Randy hagyja magát rábeszélni egy olyan példányra, amelyik fel van szerelve mindenféle extrával. Miközben városszerte ezzel kérkedik, úgy tűnik, hogy a vécépapírgyártók nem nézik jó szemmel, hogy terjednek az új eszközök.                                                   |     |                                                                             |             |                       |                                                                               |             |               |
| 323. | 4.  | Mélytanulás (Deep Learning)                                                 | Trey Parker | Trey Parker & ChatGPT | 2023. március 8. 2023. március 21. (feliratos) 2023. június 5. (szinkronos)   | 0,47 millió | 2604          |
| Stan megtudja Clyde-tól, hogy ha sikereket akar elérni Wendynél, az üzeneteire írasson választ a ChatGPT-vel. A trükk valóban beválik, azonban amikor kiderül, hogy valakik az iskolából beadandók megírásához is használják a programot, elkezd aggódni. A történet egyes elemeit valóban a ChatGPT írta.                |     |                                                                             |             |                       |                                                                               |             |               |
| 324. | 5.  | DikinBaus faszaládé (DikinBaus Hot Dogs)                                    | Trey Parker | Trey Parker           | 2023. március 22. 2023. március 28. (feliratos) 2023. június 12. (szinkronos) | 0,43 millió | 2605          |
| Cartman elirigyli Butterstől a pénzt, amit diákmunkásként keres, ezért úgy dönt, ő is dolgozni kezd. Miután azonban rövid úton kirúgatja magát, elhatározza, hogy Kennyvel megnyitja a saját éttermét, és ehhez Butters pénzét használja fel.                                                                             |     |                                                                             |             |                       |                                                                               |             |               |
| 325. | 6.  | Tavaszi szünet (Spring Break)                                               | Trey Parker | Trey Parker           | 2023. március 29. 2023. április 4. (feliratos) 2023. június 19. (szinkronos)  | 0,37 millió | 2606          |
| Mr. Garrison és partnere, Rick, a tavaszi szünetben a tengerpartra mennek, ahol Garrison kísértésbe esik, mikor régi elnöki támogatói felismerik, és azt kérik, hogy tartson nekik egy gyűlést. Ezalatt Randy és Stan egyedül maradnak otthon, Randy pedig meg akarja mutatni a fiának, hogyan buliznak az igazi férfiak. |     |                                                                             |             |                       |                                                                               |             |               |
| 326. | 7.  | South Park: Belépés a Benyaliverzumba (South Park: Joining the Panderverse) | Trey Parker | Trey Parker           | 2023. október 27. (Paramount+) 2024. november 1. (SkyShowtime)                | N/A         | N/A           |
| Cartman átkerül egy alternatív valóságba, ahol valamennyi South Park-i lakos vegyes rasszú nő, akik a patriarchátus ellen küzdenek. |     |                                                                             |             |                       |                                                                               |             |               |
| 327. | 8.  | South Park (Nem gyerekeknek való) (South Park (Not Suitable for Children))  | Trey Parker | Trey Parker           | 2023. december 20. (Paramount+) 2024. november 1. (SkyShowtime)               | N/A         | N/A           |
| Egy új, influenszerek által reklámozott energiaital borzolja a kedélyeket, miközben Randy OnlyFans-oldalt indít. |     |                                                                             |             |                       |                                                                               |             |               |
| 328. | 9.  | South Park: A kövérség véget ér (South Park: The End of Obesity)            | Trey Parker | Trey Parker           | 2024. május 24. (Paramount+) 2024. november 1. (SkyShowtime)                  | N/A         | N/A           |
| Cartman önös érdekből szeretne lefogyni, de a biztosítás nem fedezi az ehhez szükséges gyógyszereket. Miközben Kyle és Butters is segíteni próbálnak neki, Randy is rájön, mekkora üzlet van a speciális fogyasztószerekben.                                                                                              |     |                                                                             |             |                       |                                                                               |             |               |

### Huszonhetedik évad (2025)
| Sor. | Év. | Cím                                  | Rendező     | Író         | Premier                                             | Nézettség   | Gyártási szám |
| --- | --- | ------------------------------------ | ----------- | ----------- | --------------------------------------------------- | ----------- | ------------- |
| 329. | 1.  | A hegyibeszéd (Sermon on the 'Mount) | Trey Parker | Trey Parker | 2025. július 23. 2025. július 28. (feliratos)       | 0,43 millió | 2701          |
| Amikor South Park lakói a potenciális végzetükkel szembesülnek, Jézus visszatér, és fontos üzenetet hoz számukra. |     |                                      |             |             |                                                     |             |               |
| 330. | 2.  | Tökös meló (Got a Nut)               | Trey Parker | Trey Parker | 2025. augusztus 6. 2025. augusztus 8. (feliratos)   | 0,84 millió | 2702          |
| Amikor Mr. Mackey elveszíti az állását, kétségbeesetten próbál új megélhetési forrást találni.                    |     |                                      |             |             |                                                     |             |               |
| 331. | 3.  | Sickofancy                           | Trey Parker | Trey Parker | 2025. augusztus 20. 2025. augusztus 22. (feliratos) |             | 2703          |
| 332. | 4.  | ?                                    |             |             | 2025. augusztus 27. 2025. augusztus 29. (feliratos) |             | 2704          |
| 333. | 5.  | ?                                    |             |             | 2025. szeptember 3. 2025. szeptember 5. (feliratos) |             | 2705          |